# Castelul Bánffy din Răscruci
Castelul Bánffy din Răscruci, comuna Bonțida,  județul Cluj, strada Principală nr. 484, este înscris pe lista monumentelor istorice din județul Cluj elaborată de Ministerul Culturii și Patrimoniului Național din România în anul 2010 (a nu se confunda cu celălalt Castel Bánffy din aceeași comună). Castelul de la Răscruci a fost construit în secolul al XVIII-lea, în stil eclectic.

## Istoric
Pe vremuri, aici se afla unul dintre cele mai frumoase parcuri ale domeniilor familiei Bánffy. Exista aici un lac, astăzi doar un teren mâlos. Cronicile familiei Bánffy spun că în mijlocul acestui parc era amplasat un columbar (porumbar) în stil japonez și că domeniul era folosit ca reședință domnească de vară. Între anii 1752-1755 au fost restaurate casa de oaspeți și grajdul, iar clădirea actuală, realizat în stil eclectic, datează din 1809, ridicată fiind pe locul unei vechi reședințe de vară. Castelul a fost locuit de baronul Adam Bánffy, un pasionat al artei.

## Descriere
Castelul Banffy de la Răscruci are o valoare istorică importantă. 
Castelul Banffy din localitatea Răscruci a fost proprietatea familiei Bánffy, fiind o parte a domeniului de la Bonțida. 
Castelul este format din două corpuri de clădire, plus alte anexe. Pavilionul (subsol, parter, etaj și șarpante înalte), construit de contele Dionisie Banffy, este de inspirație romană. Accesul principal al castelului se află prin două scări dispuse în partea sudică, urmate de o terasă încadrată de opt coloane dorice.
Piesa de rezistență rămâne salonul de primire sau sufrageria. Aici s-a păstrat un bufet din lemn cu același tip de sculpturi și o vitrină cu o valoare artistică aparte, în secolul XX fiind expusă la o expoziție de la Paris. Salonul, tipic renascentist, are pereții îmbrăcați în lemn, cu tavan din lemn casetat. Casetele din tavan sunt sculptate în stilul Renașterii germane, fiind imprimate forma blazonului și genealogiei familiei Bánffy, precum și numele celor mai reprezentative personalități din istoria Ungariei și Transilvaniei. Deasupra unei uși este sculptată inscripția "Salus intratibus pax exeuntibus"  („Sănătate celor care intră, pace celor care ies”).
O altă piesă interesantă ca valoare artistică în încăpere este soba din teracotă verde, realizată de către însuși baronul Adam Banffy în atelierul său amenajat în sala mare de la etajul clădirii. Se pare că aceasta ar fi fost realizată după modelul renascentist aflat în salonul împăratului Franz Josef. Pe cele trei laturi din partea superioară ale sobei sunt sculptate scene care zugrăvesc alegerea căpeteniei Arpad, întemeierea Ungariei și adunarea de la Ópusztaszer. Cele trei scene în relief de deasupra brâului imortalizează pierderea bătăliei din 1526 de la Mohács.
La etaj se ajunge prin scara cu balustradă din lemn masiv, după trecerea prin foaierul cu lambriuri renascentiste. Sunt dispuse aici nouă coloane cu capiteluri care zugrăvesc motive vegetale, ușile din lemn masiv, blazonul familiei și diverse alte motive sulpturale.
Din balconul castelului se poate vedea întreg domeniul Banffy. Terenul de 4,5 ha, din care 881 metri pătrați construiți, stă nefolosit. Școala Specială care funcționează aici din 1967 fiind desființată în anul 2007, conform unui proiect al Consiliului Județean Cluj  de concesionare a domeniului.

## Imagini

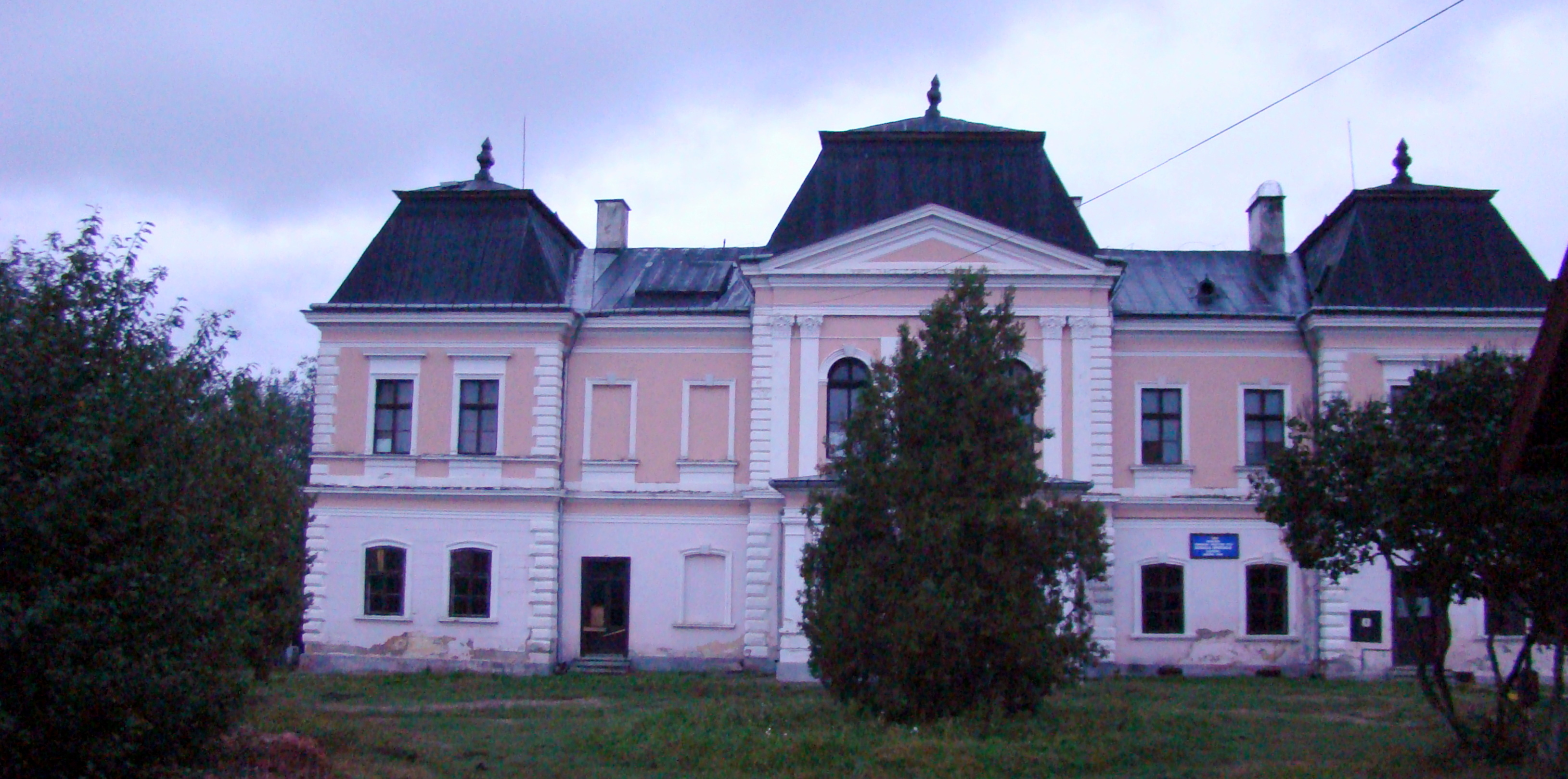
Castelul Bánffy din Răscruci (2008)
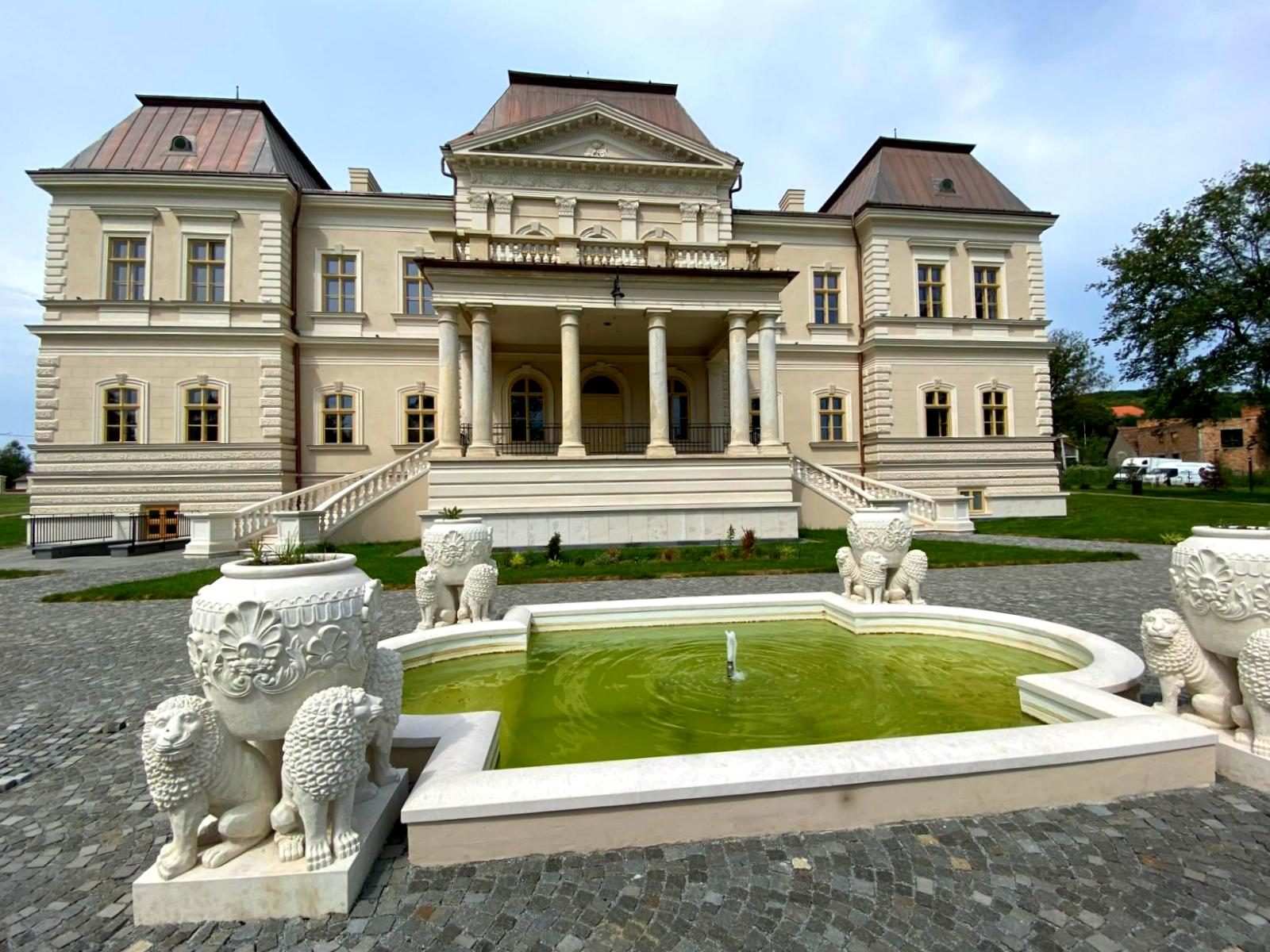
Castelul Bánffy din Răscruci (2024)
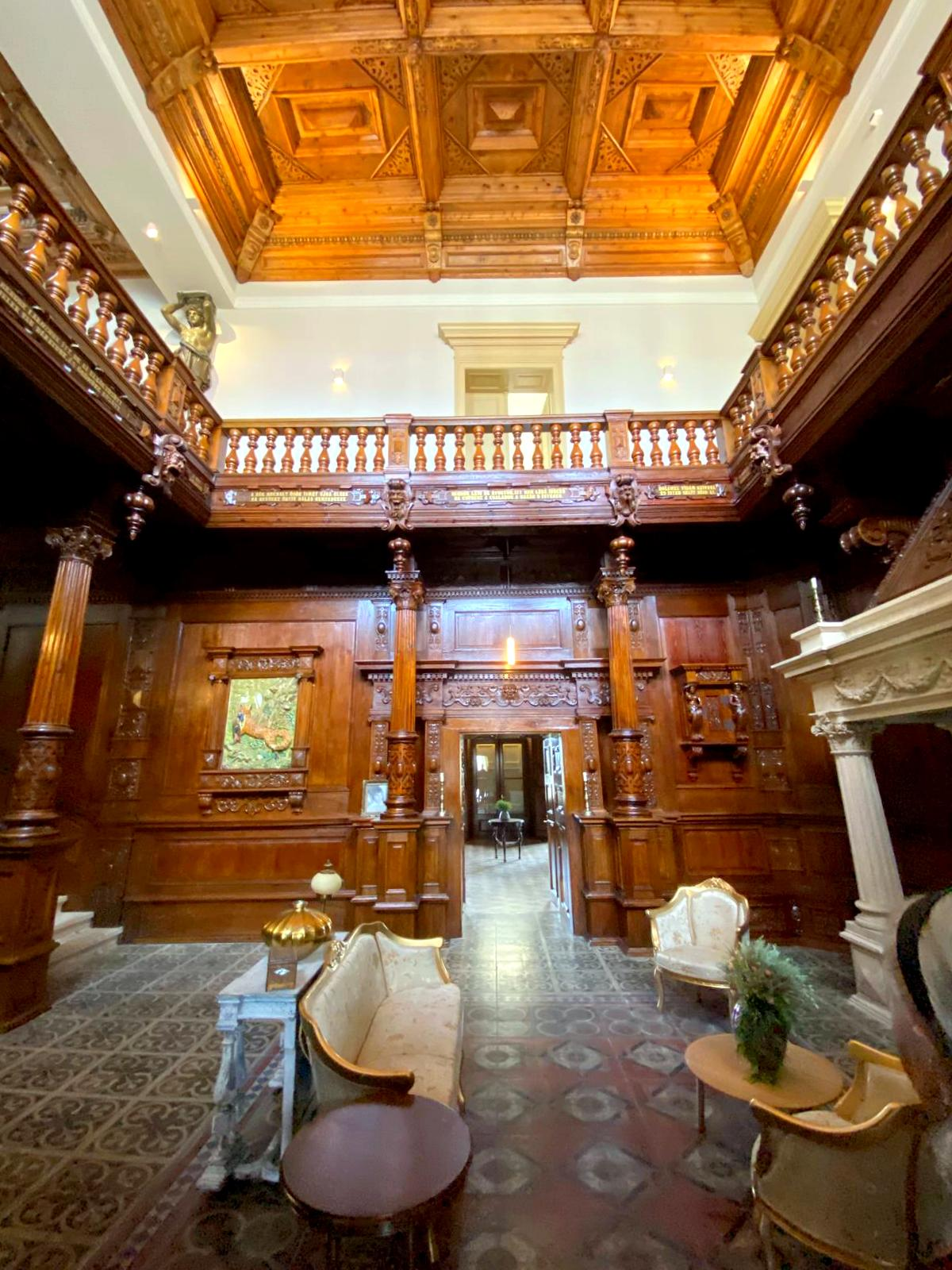
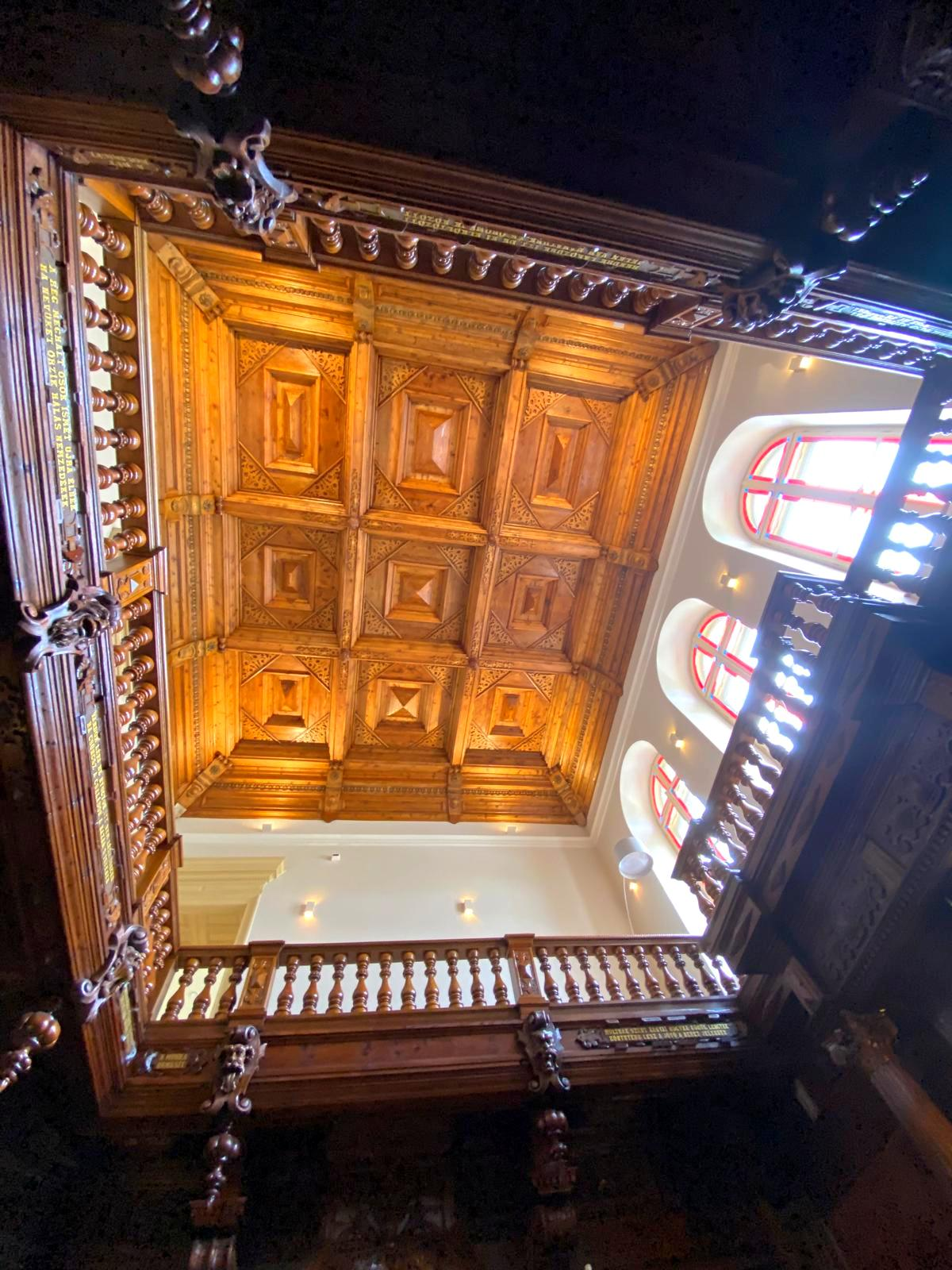
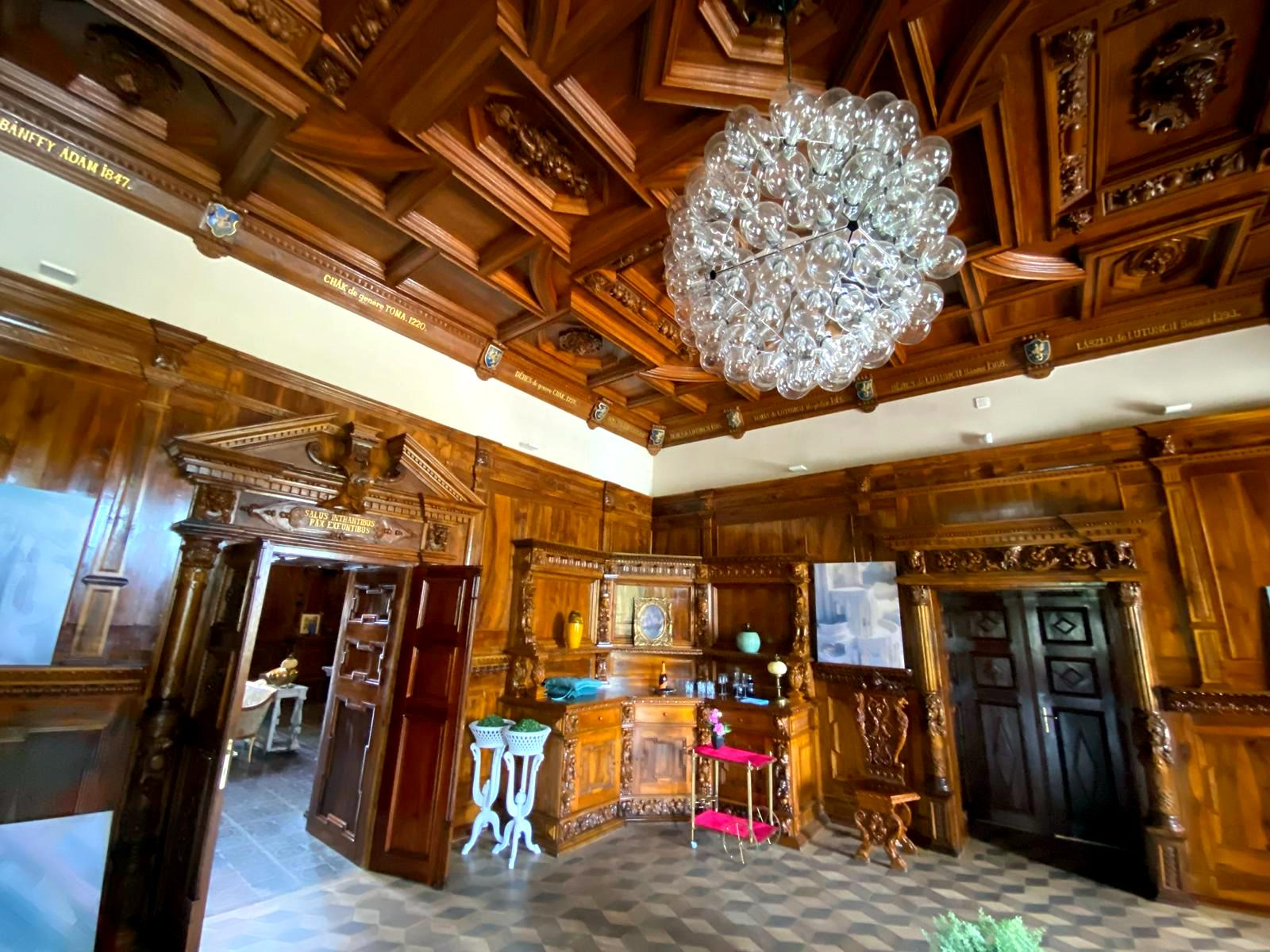
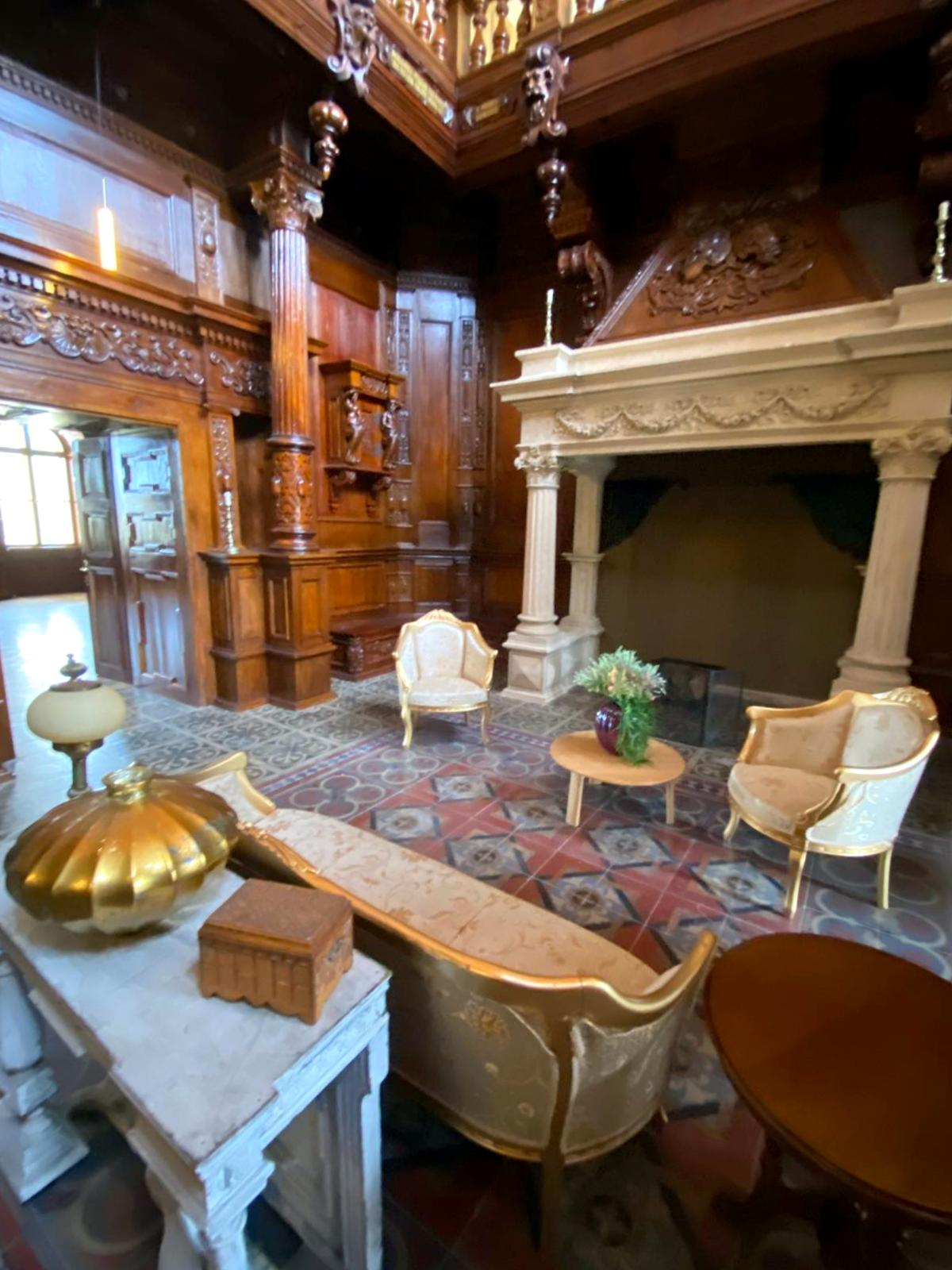
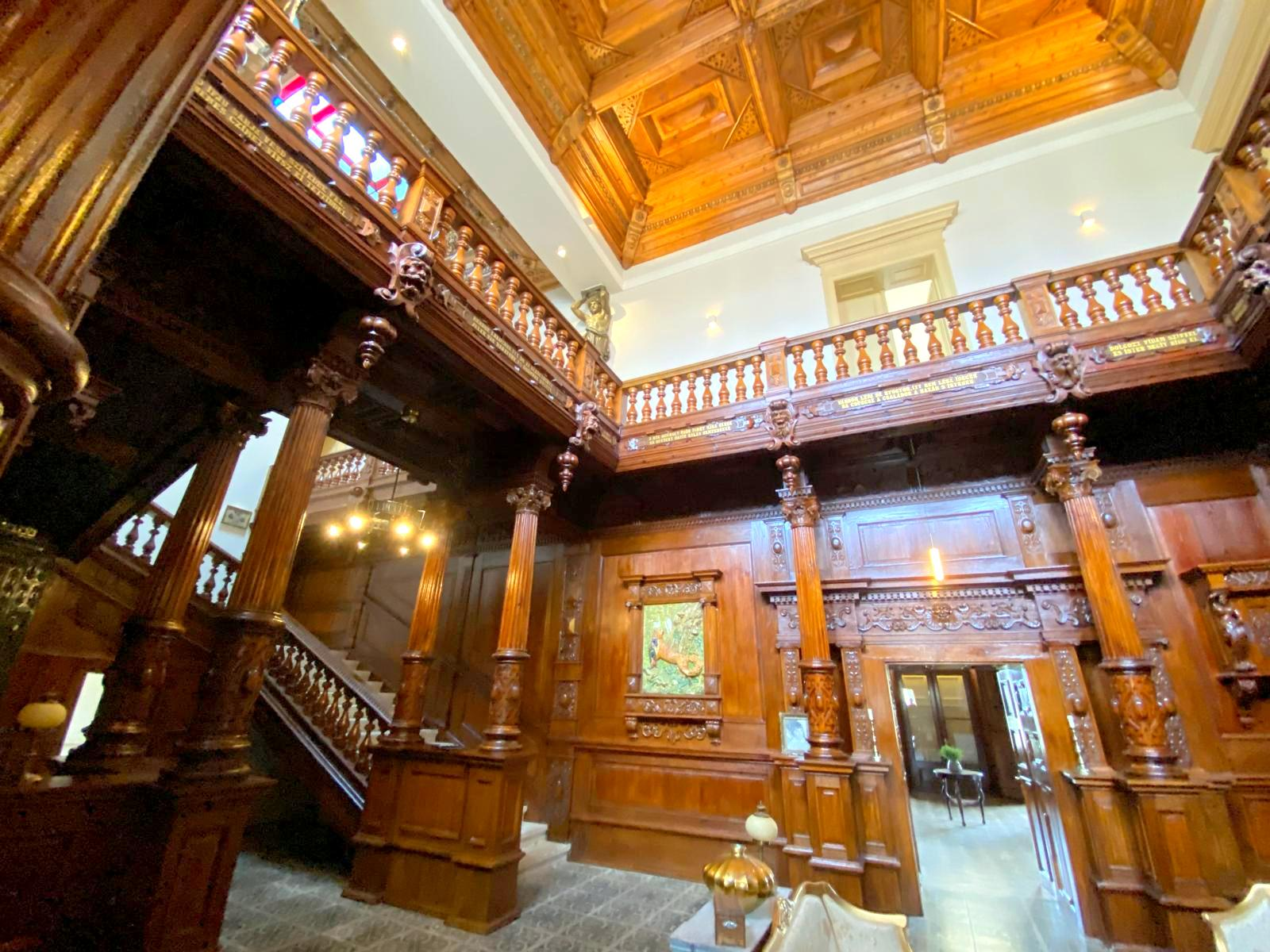
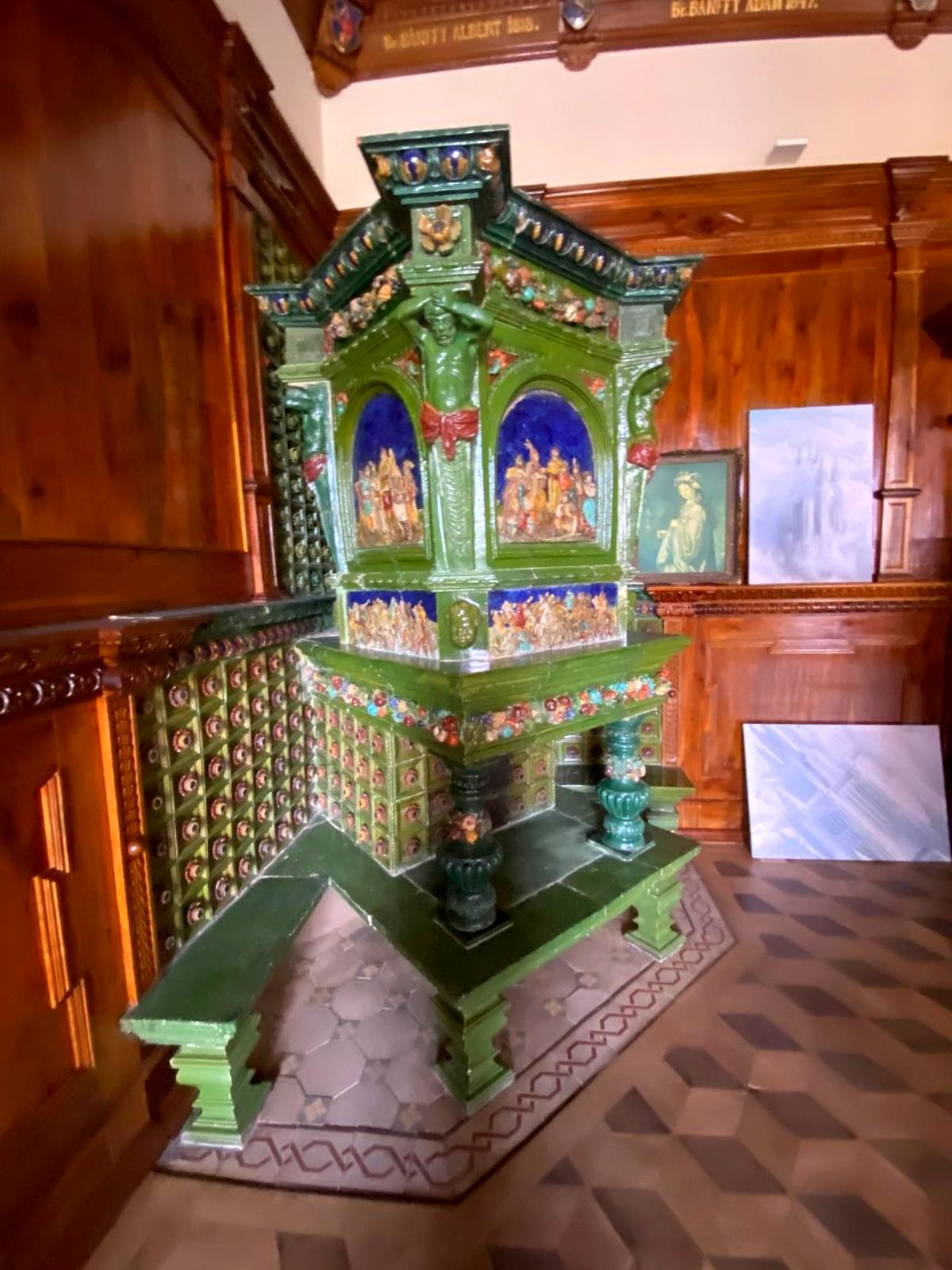
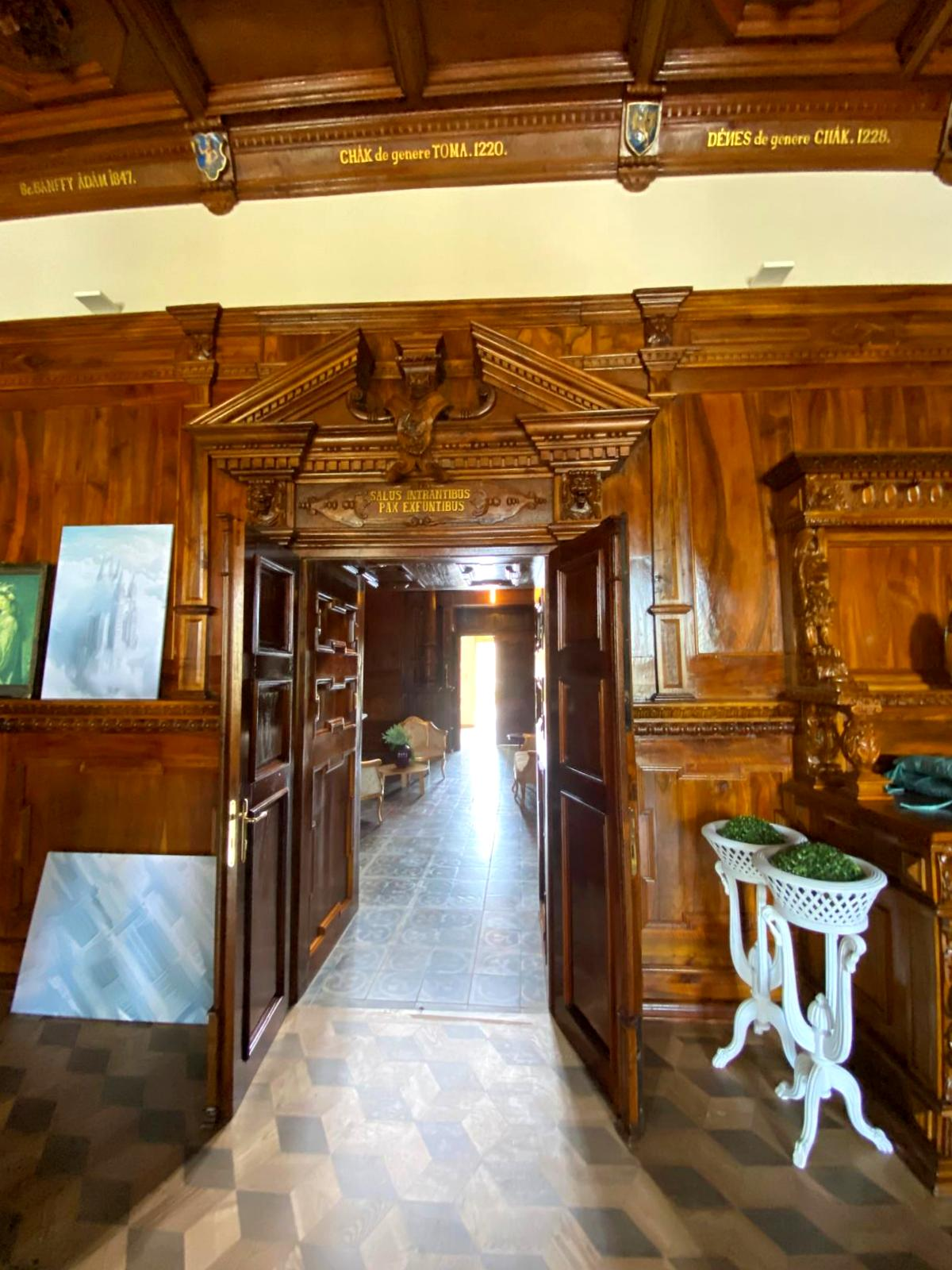
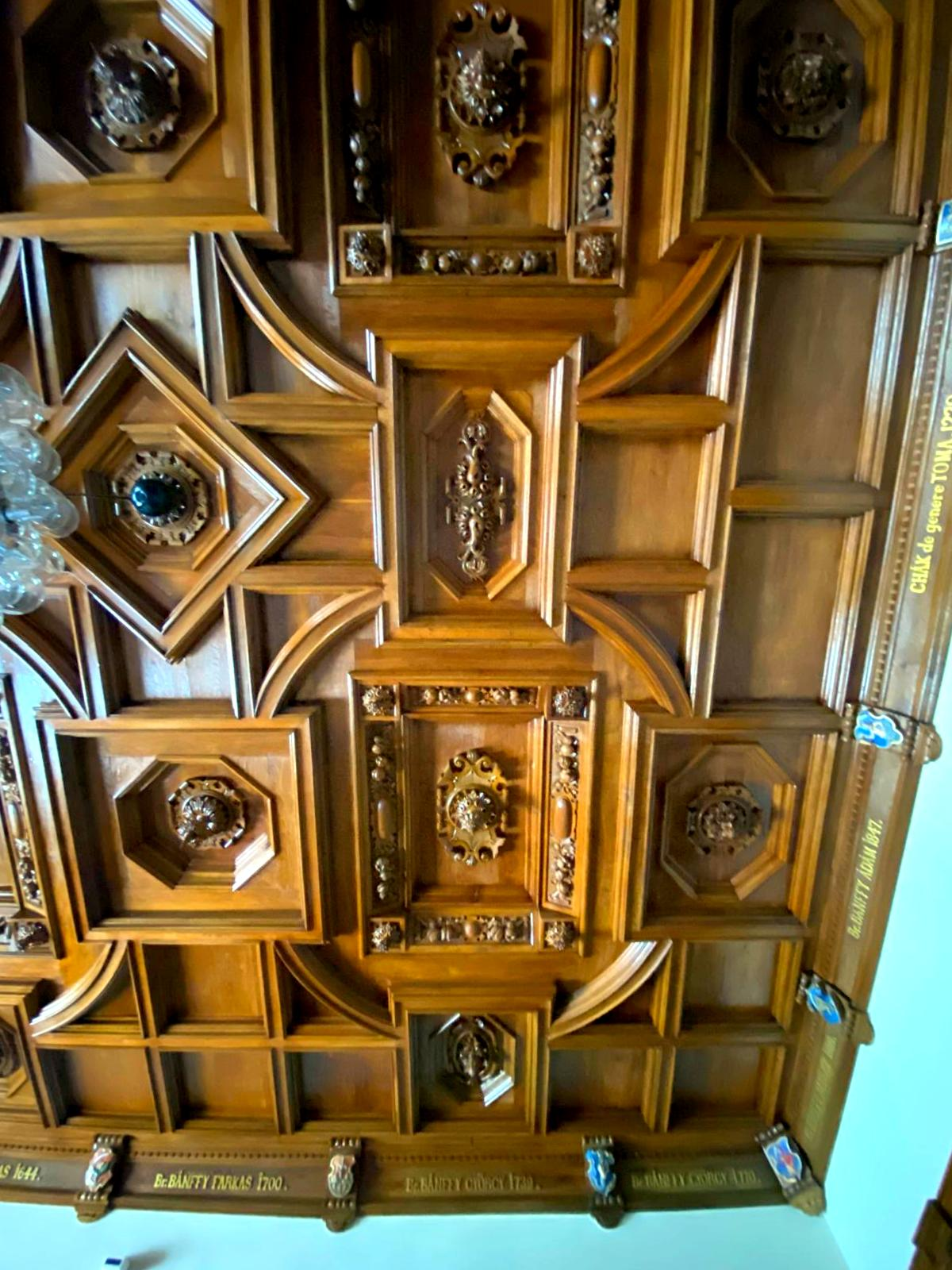
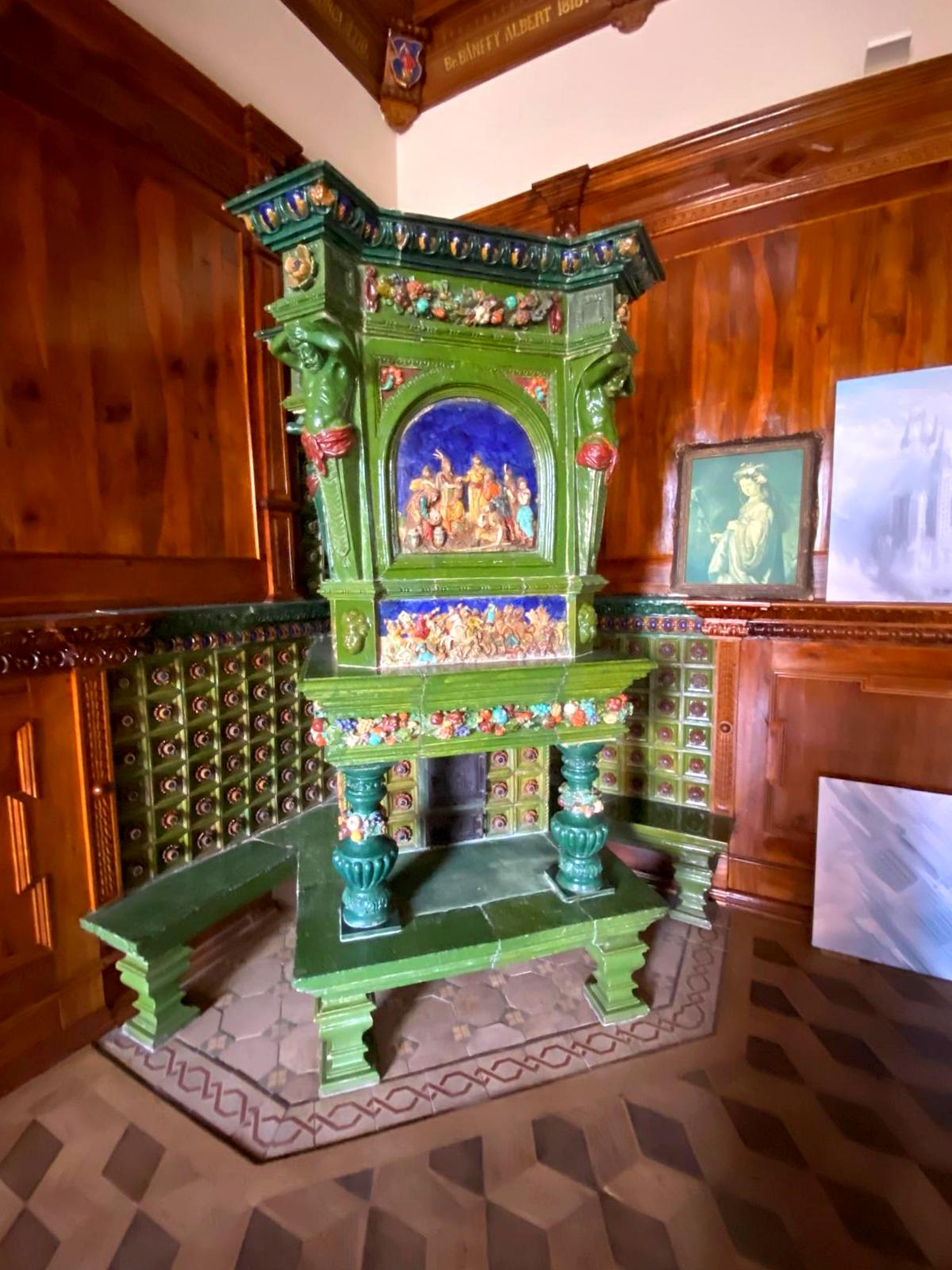
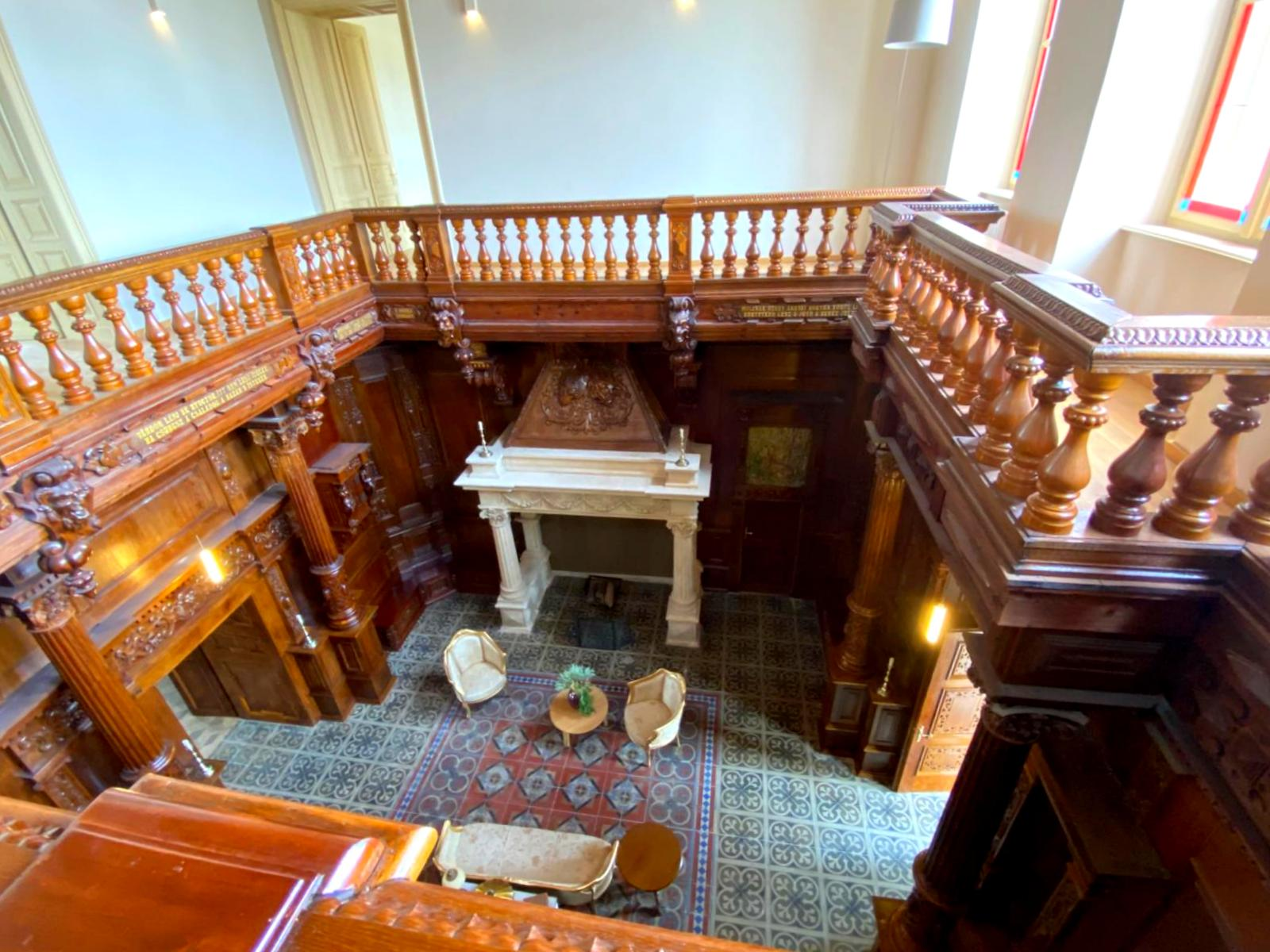
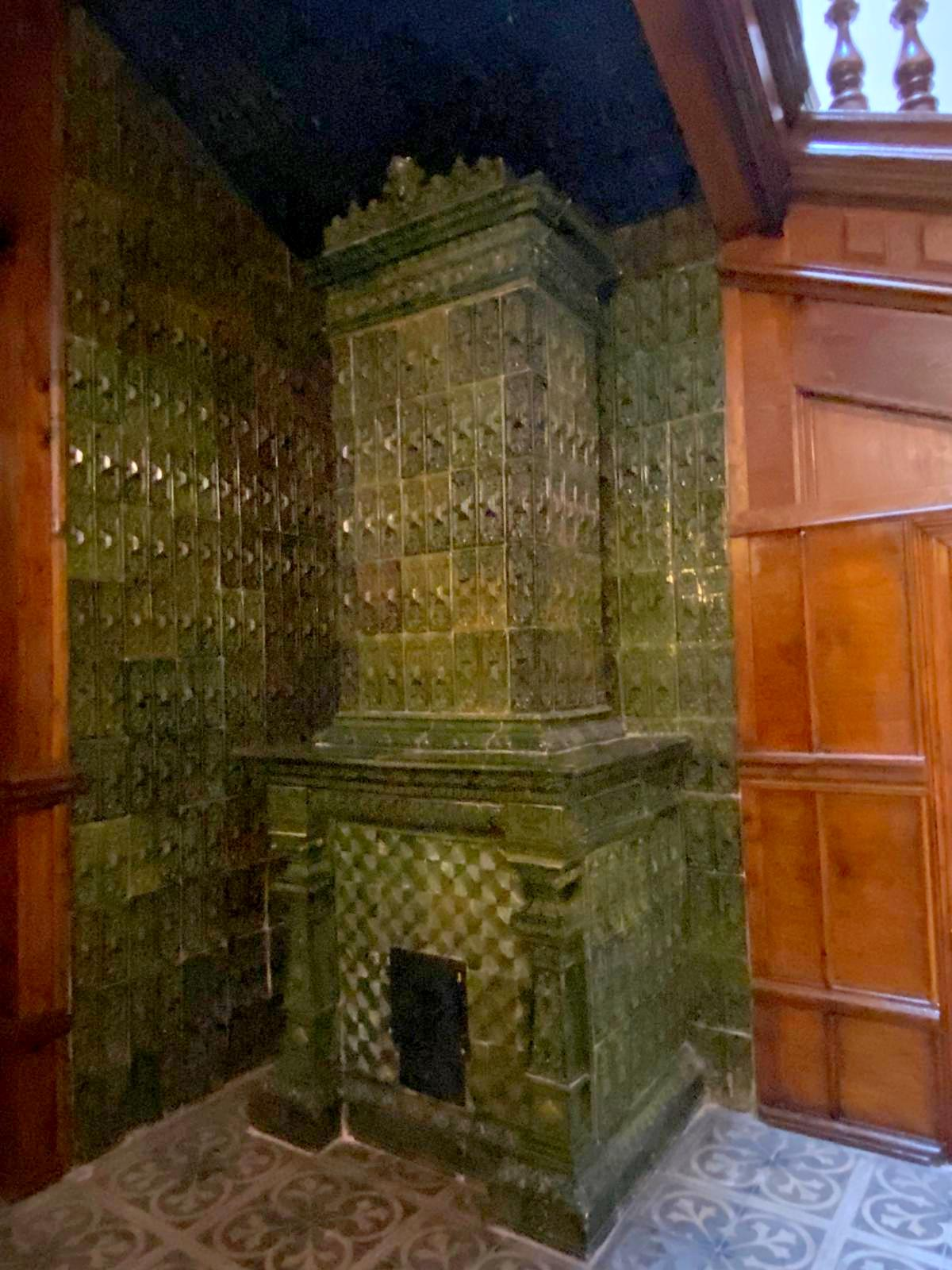
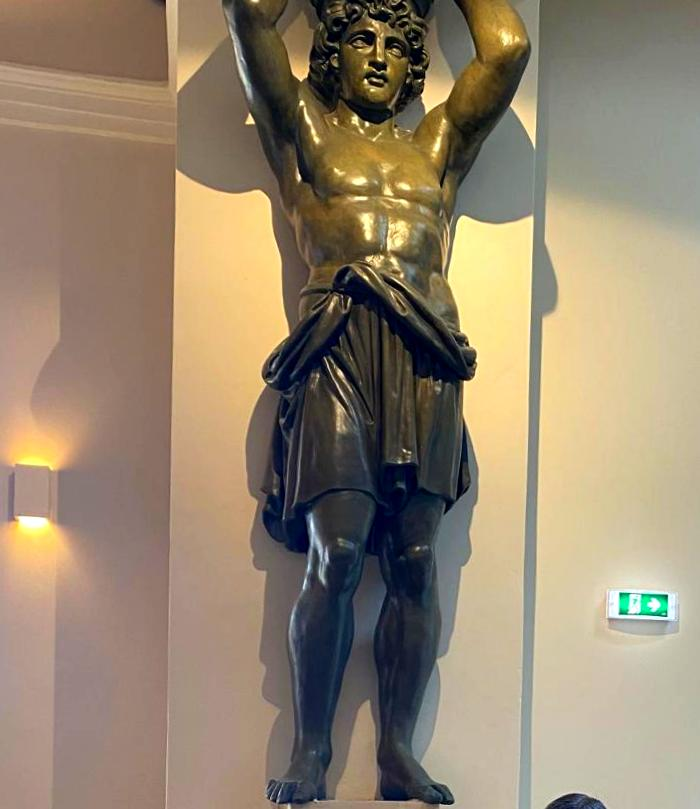
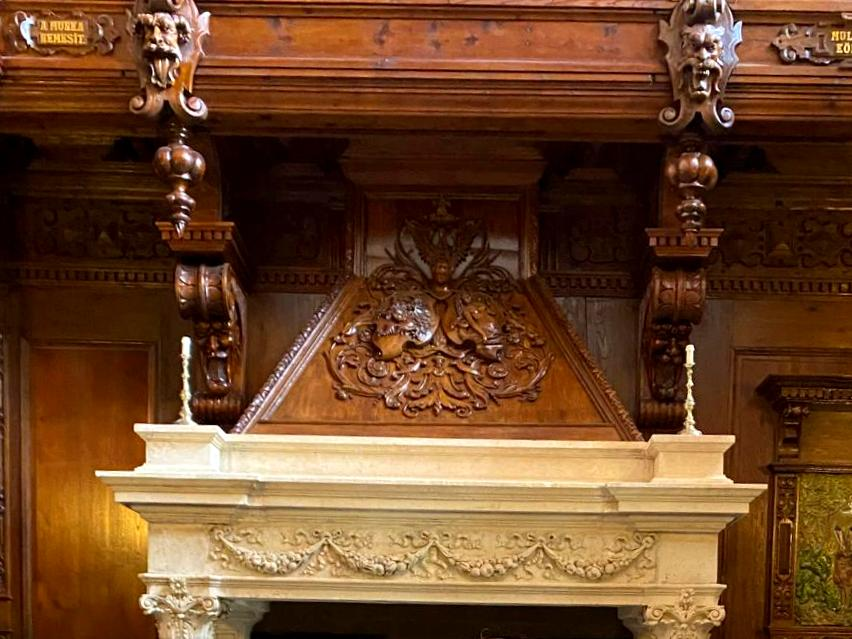
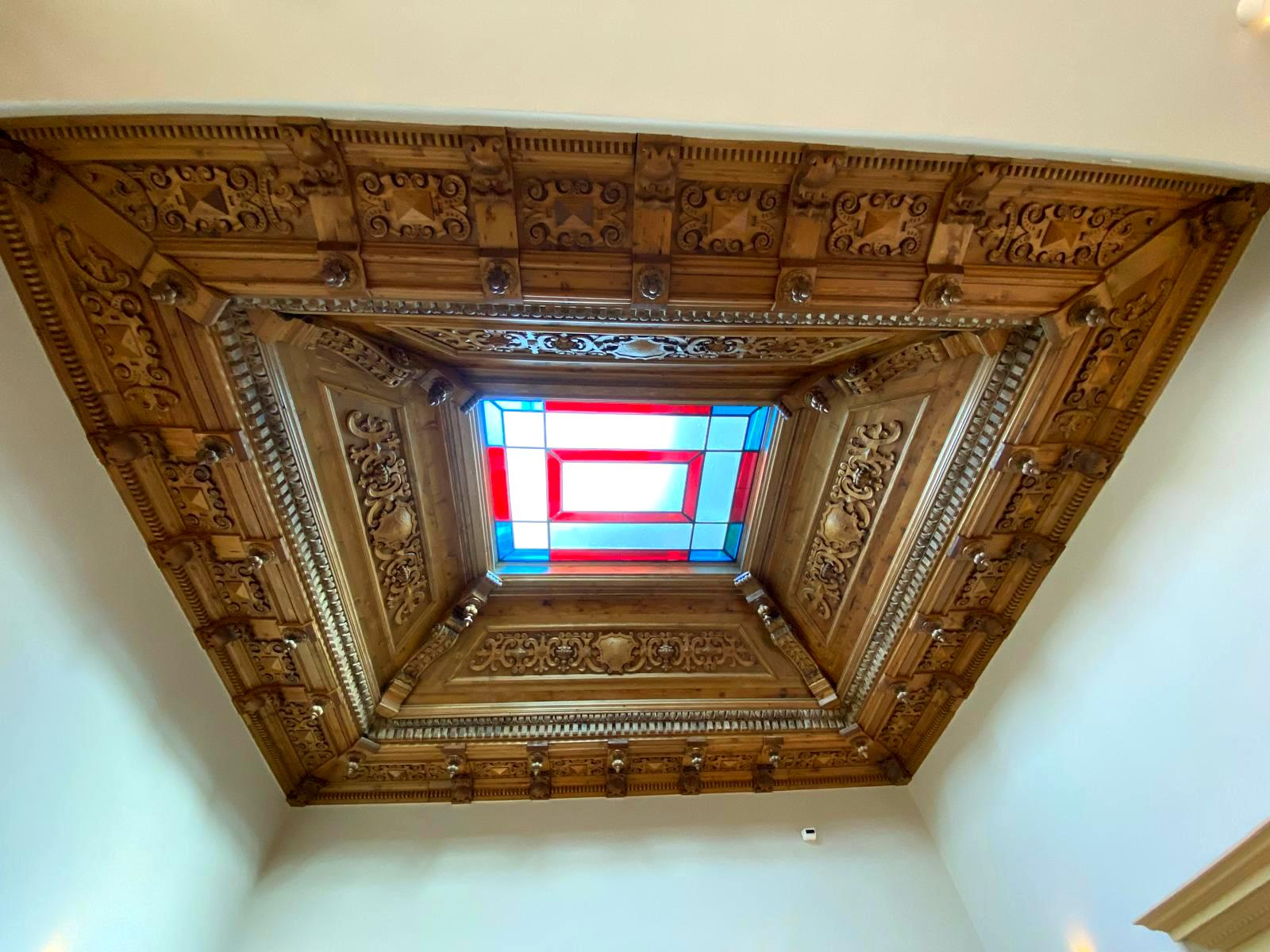
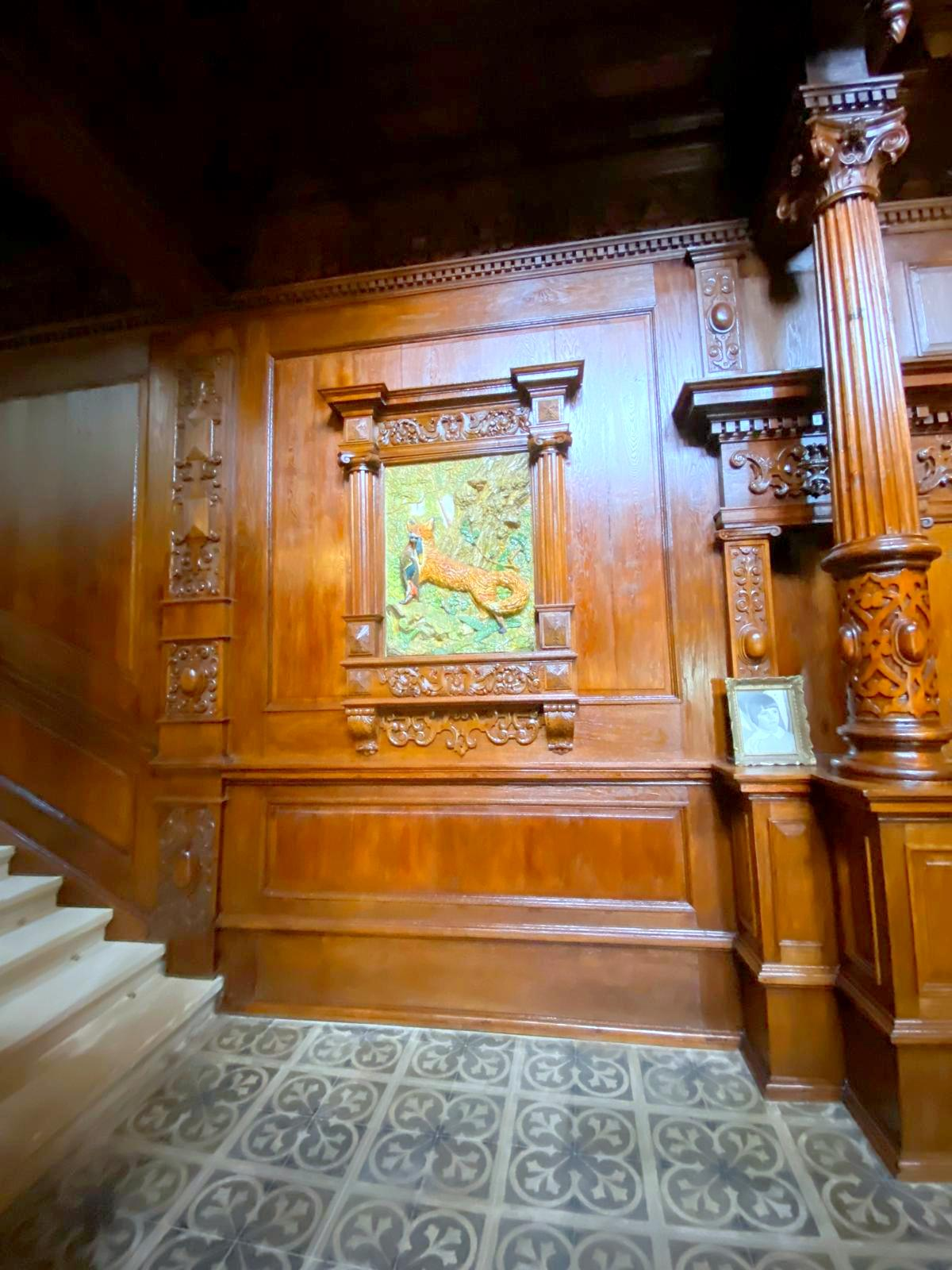
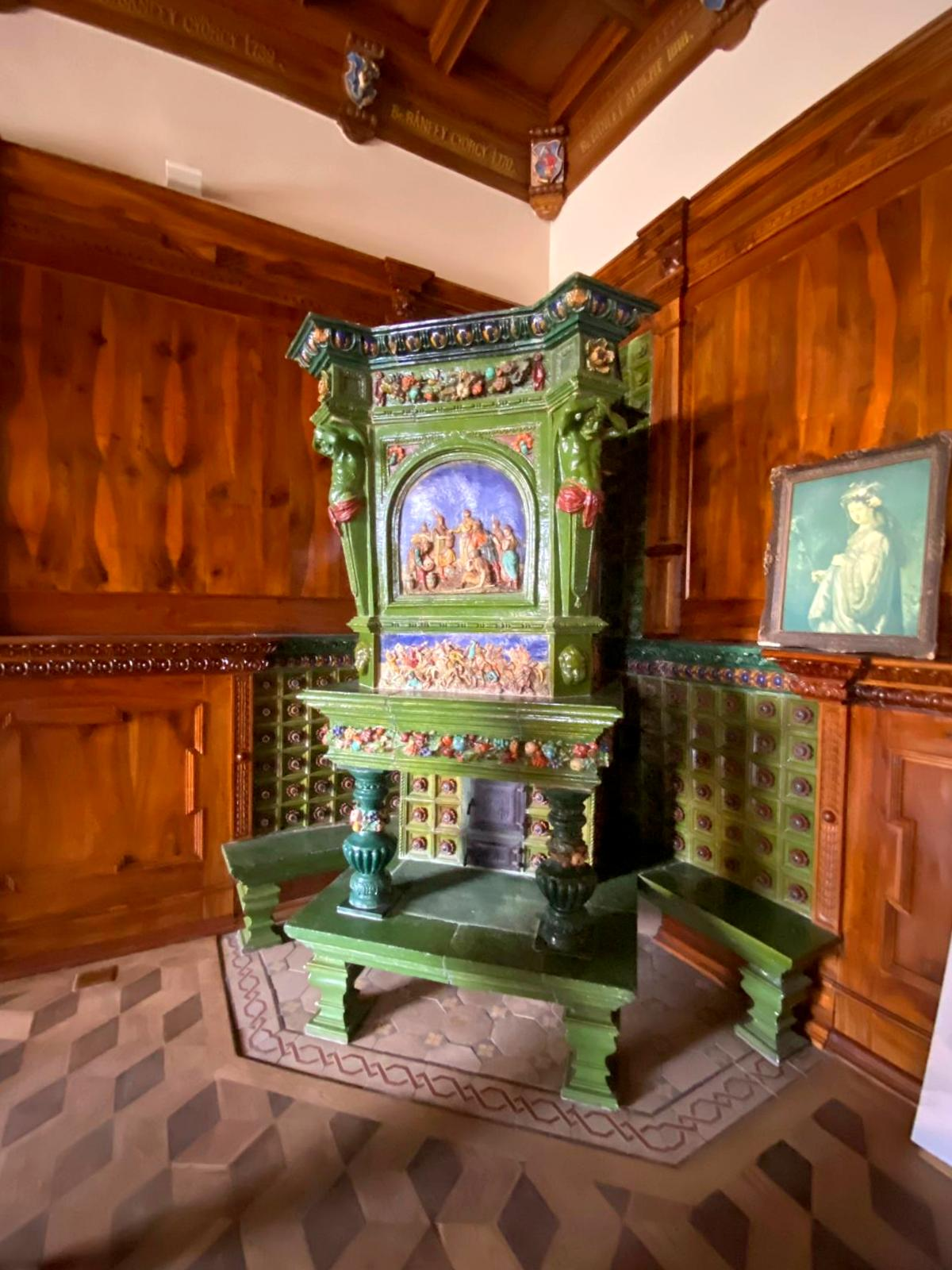
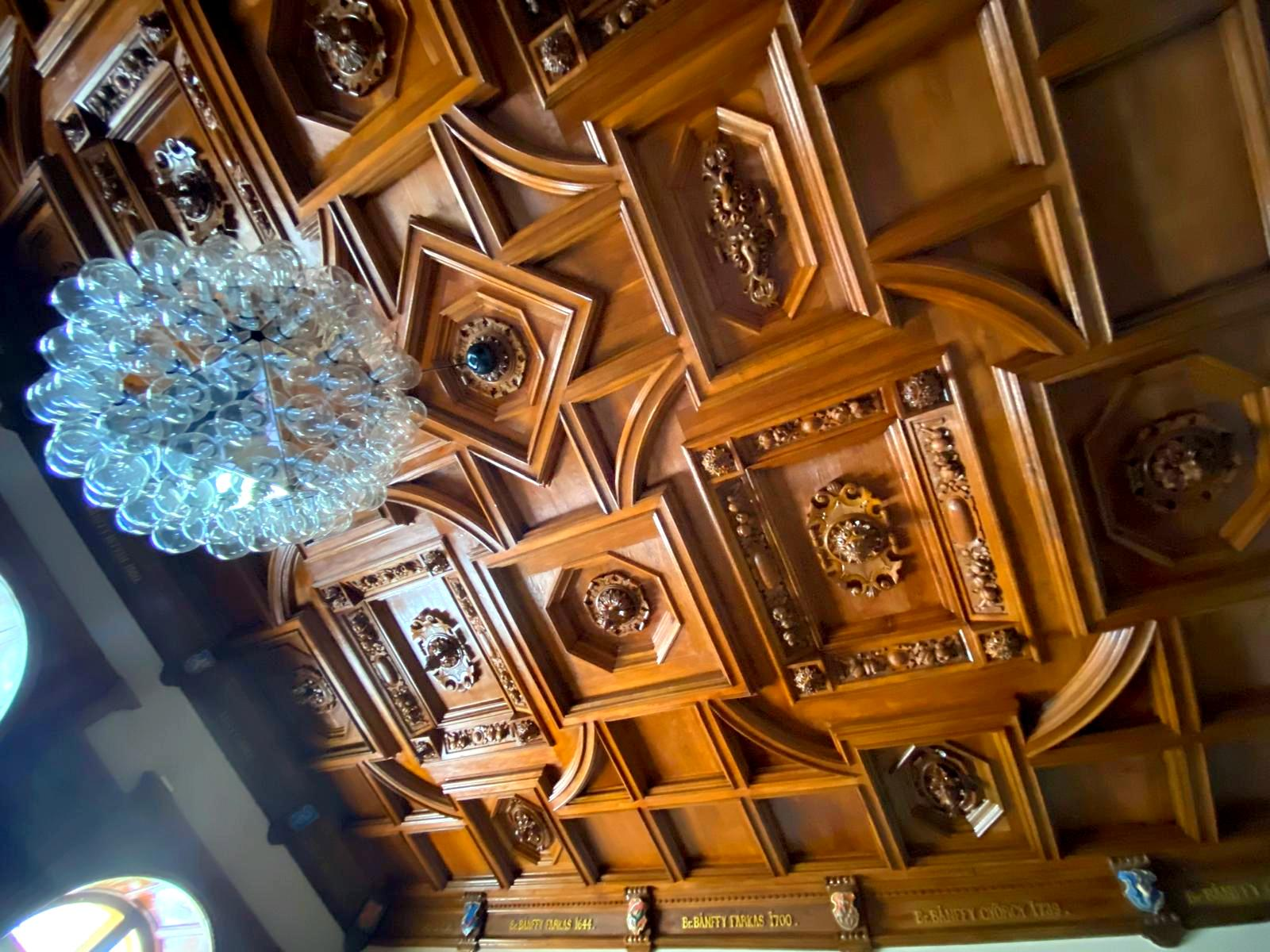
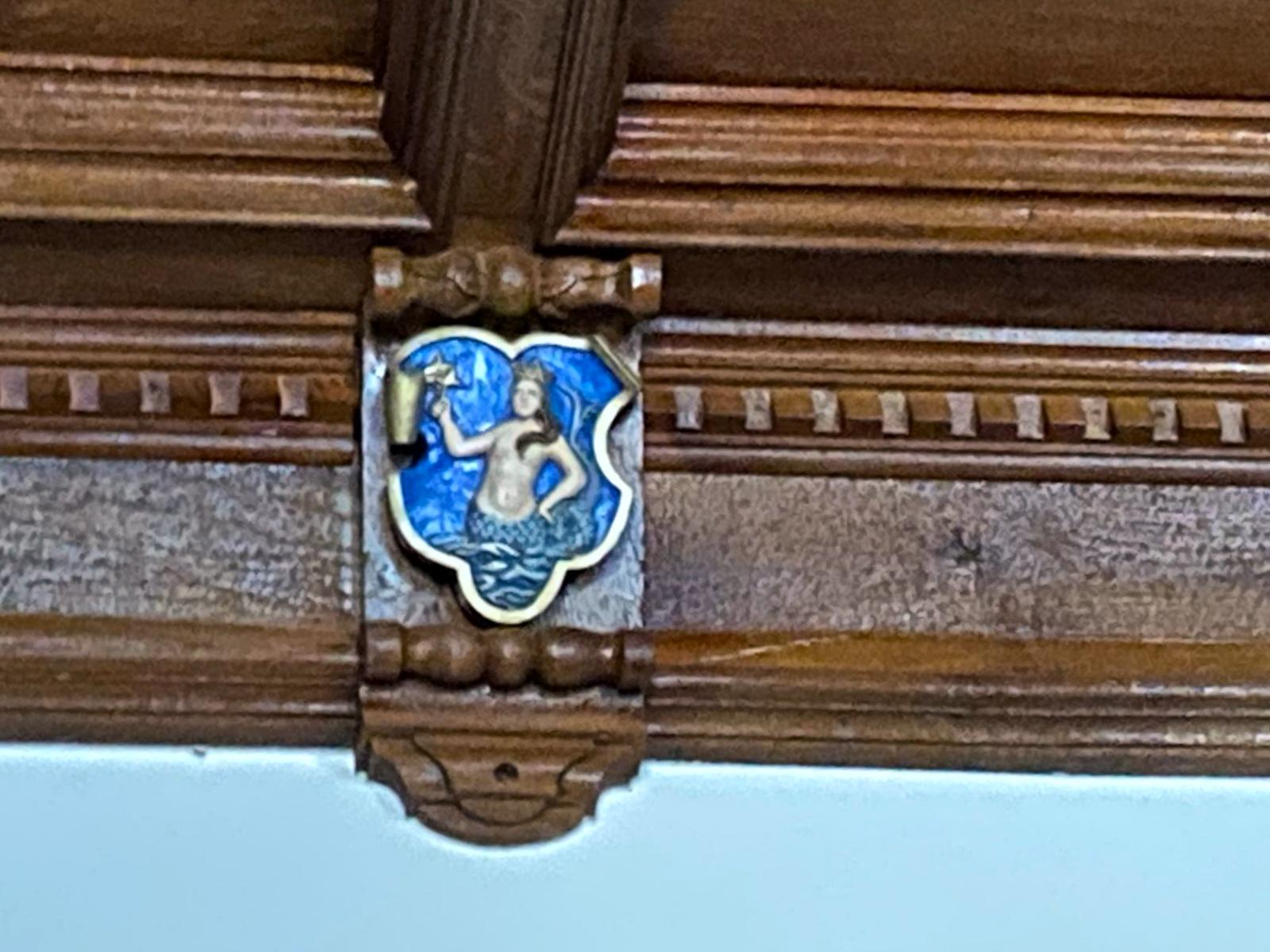
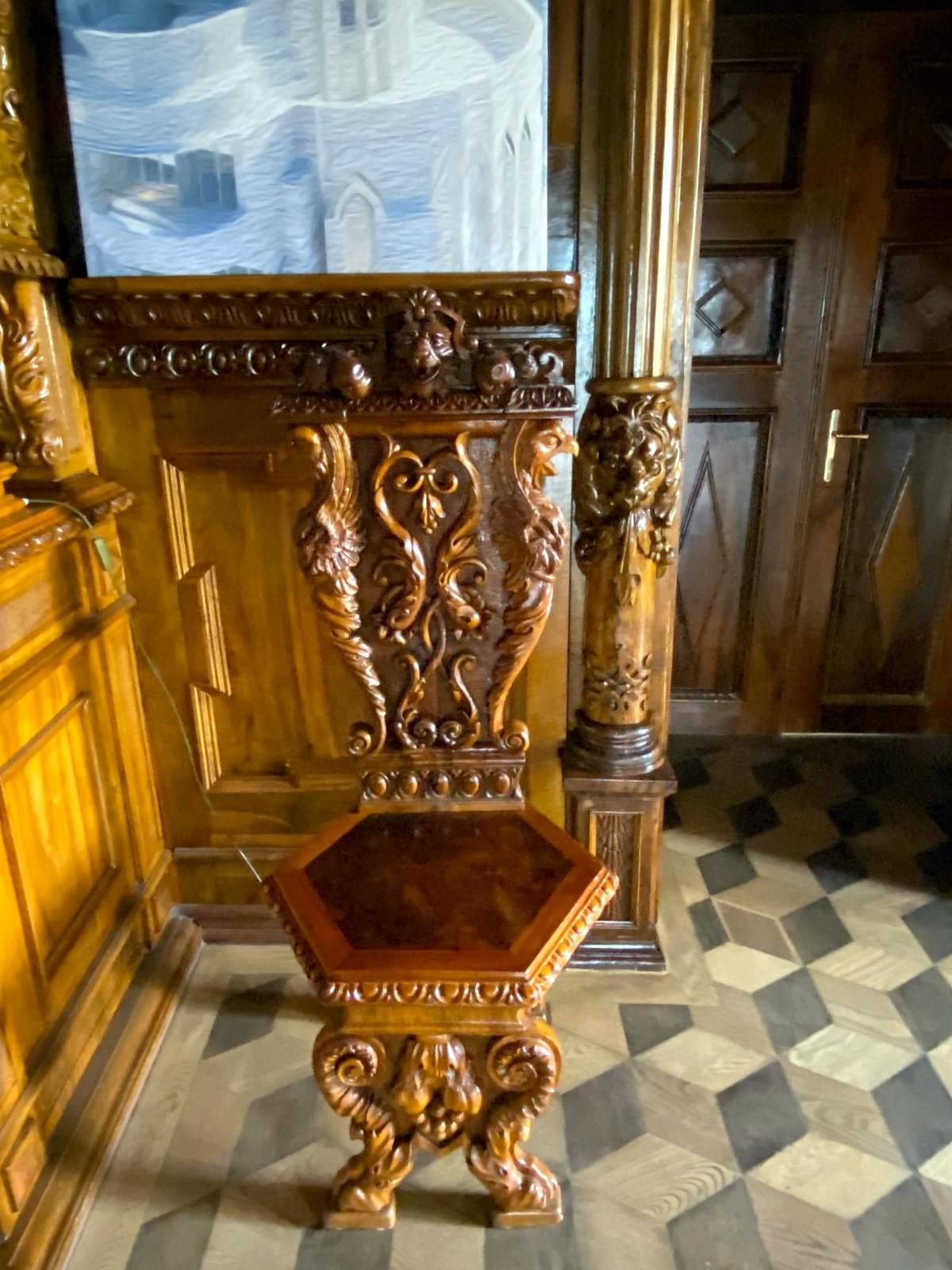
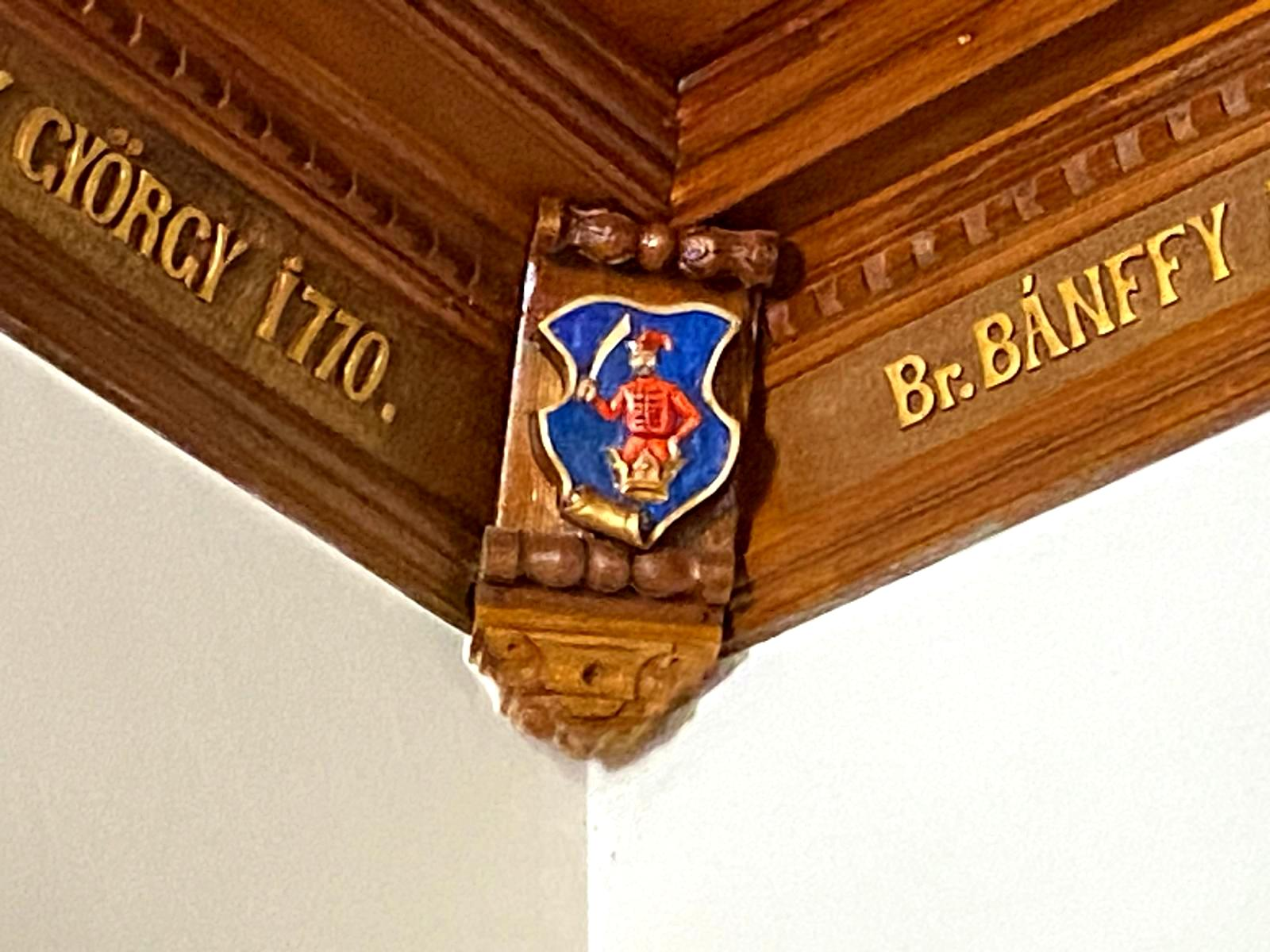
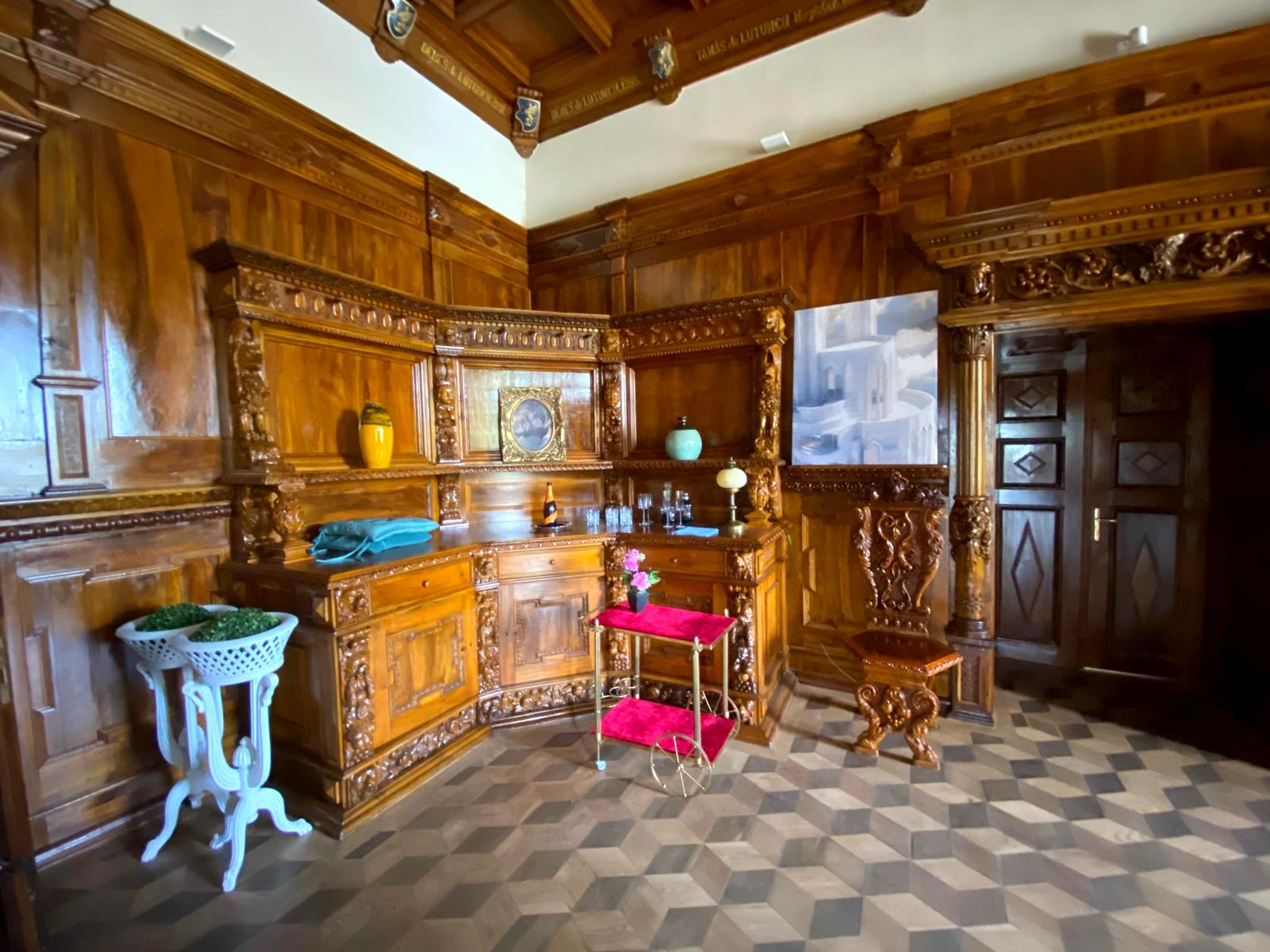
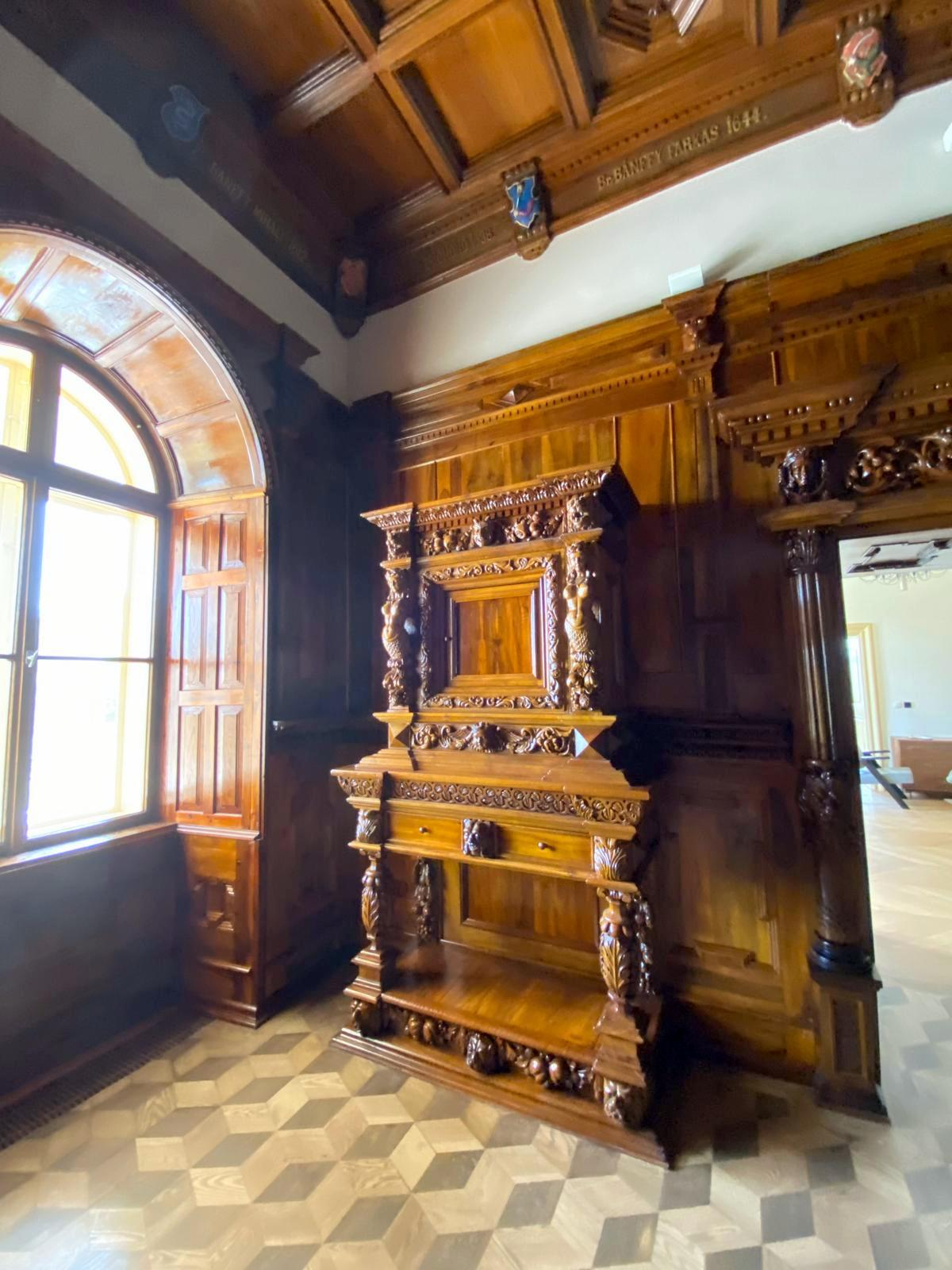
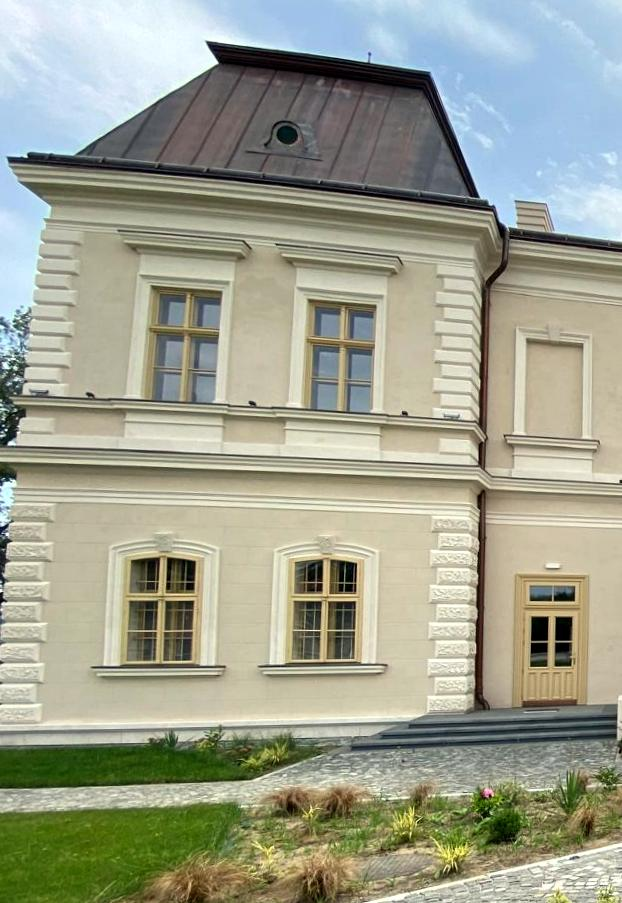
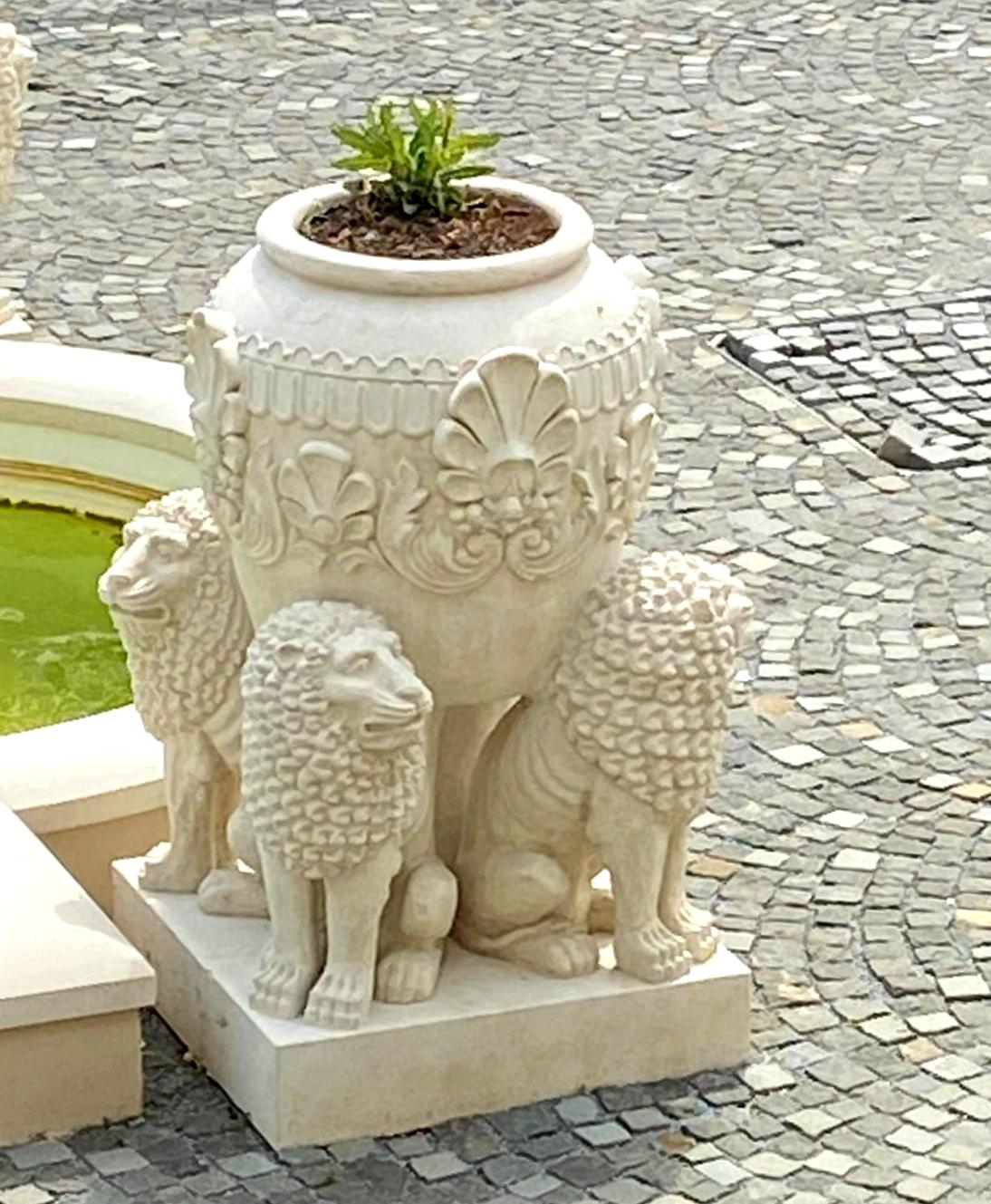
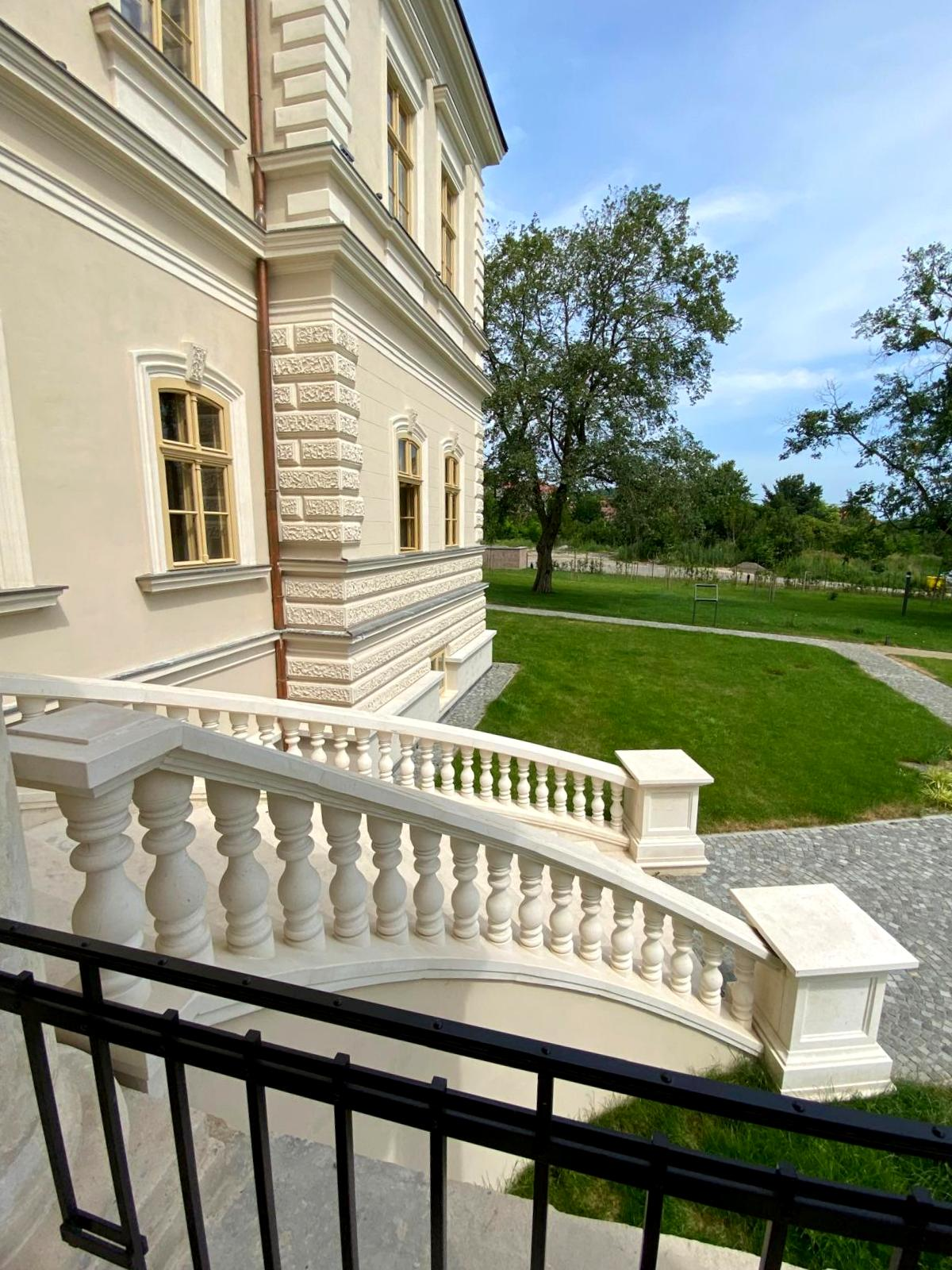
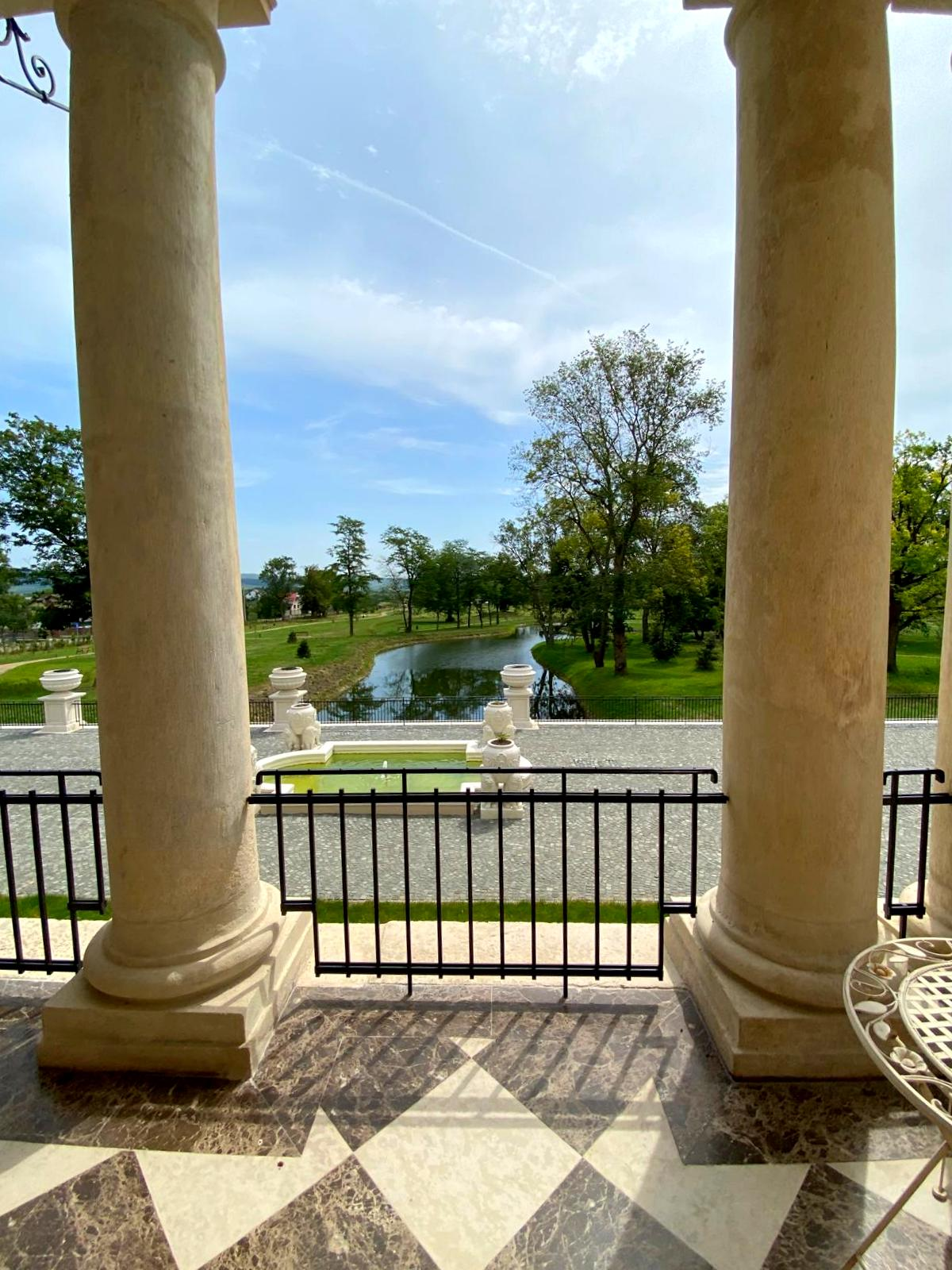
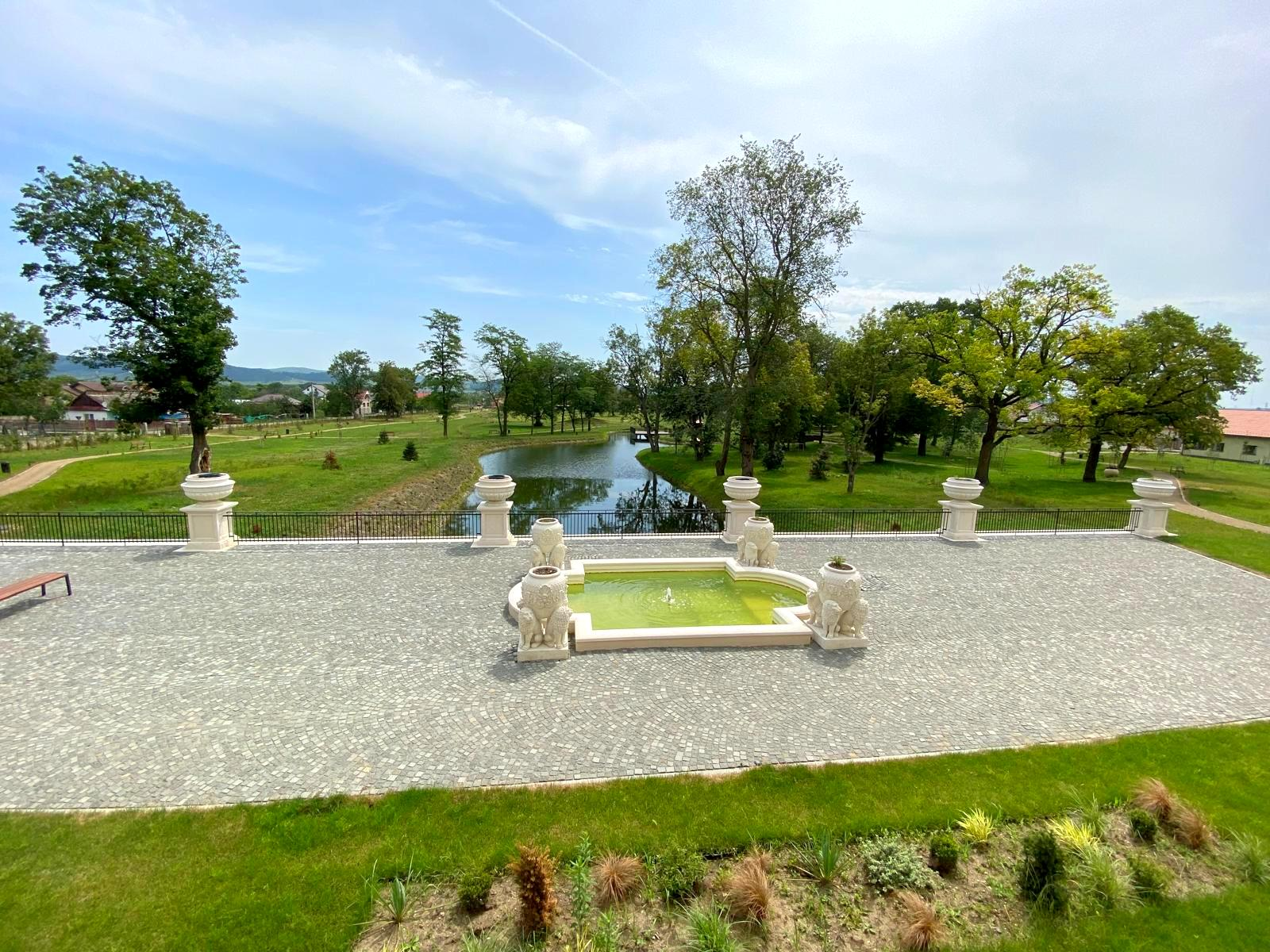
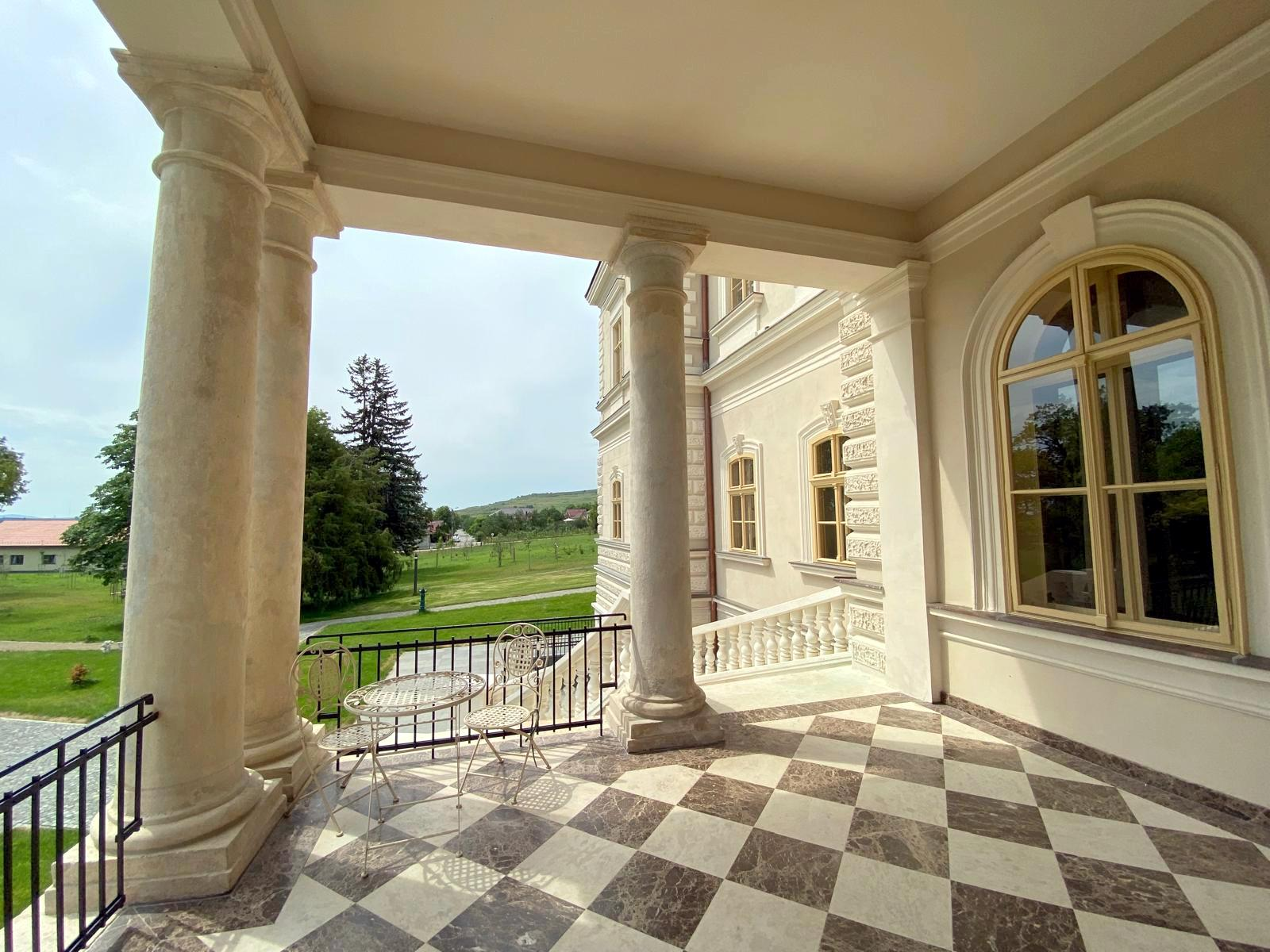
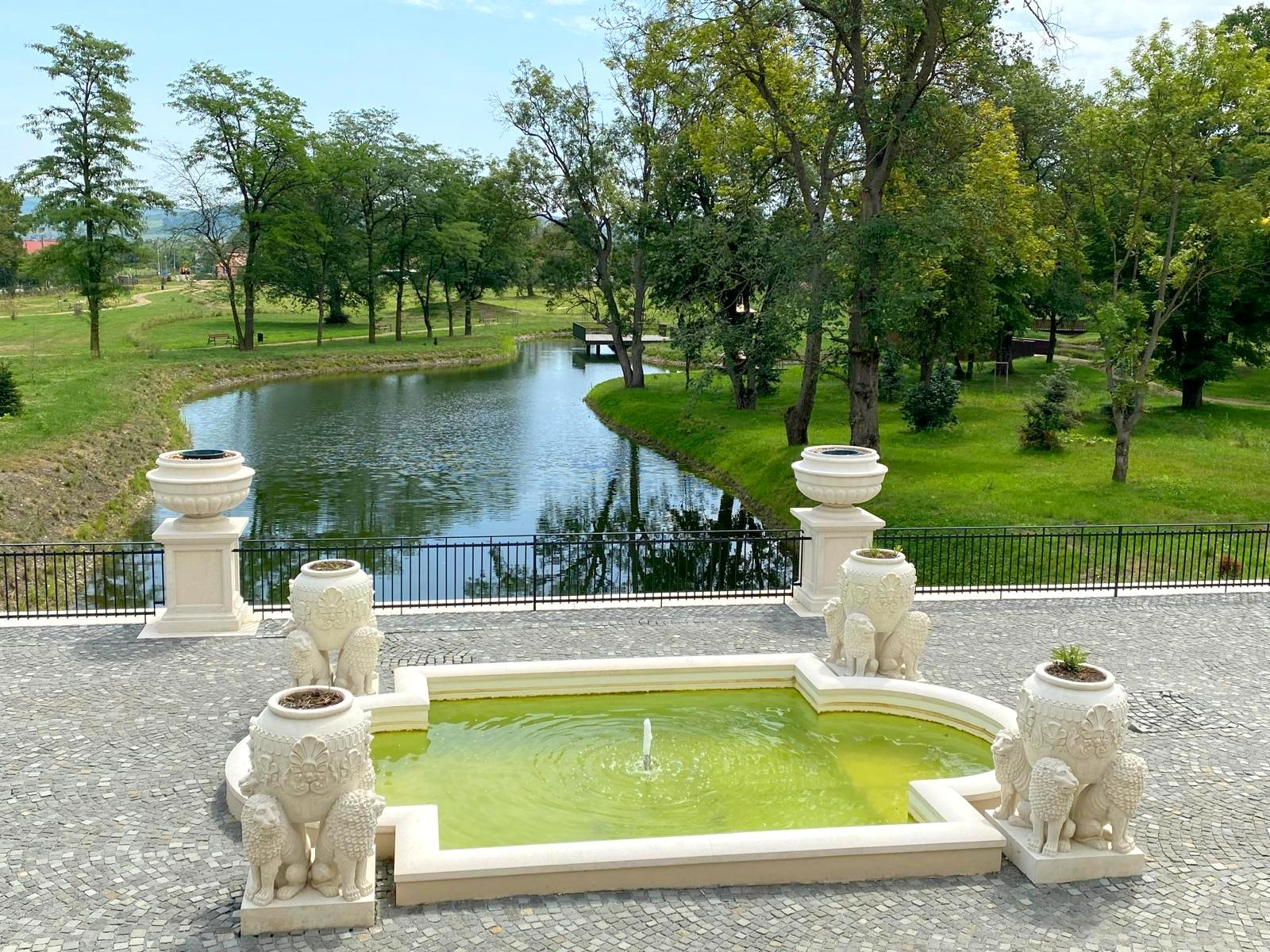
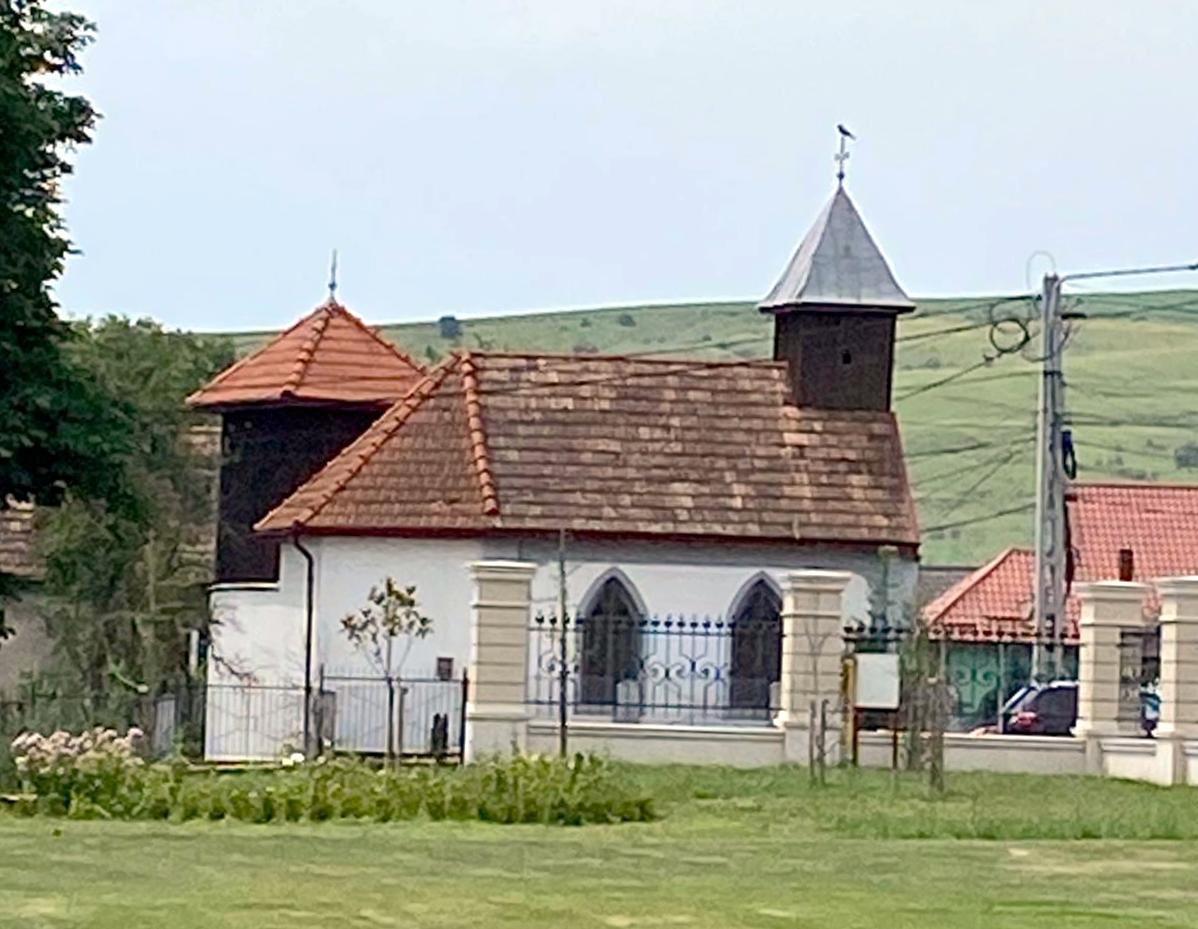
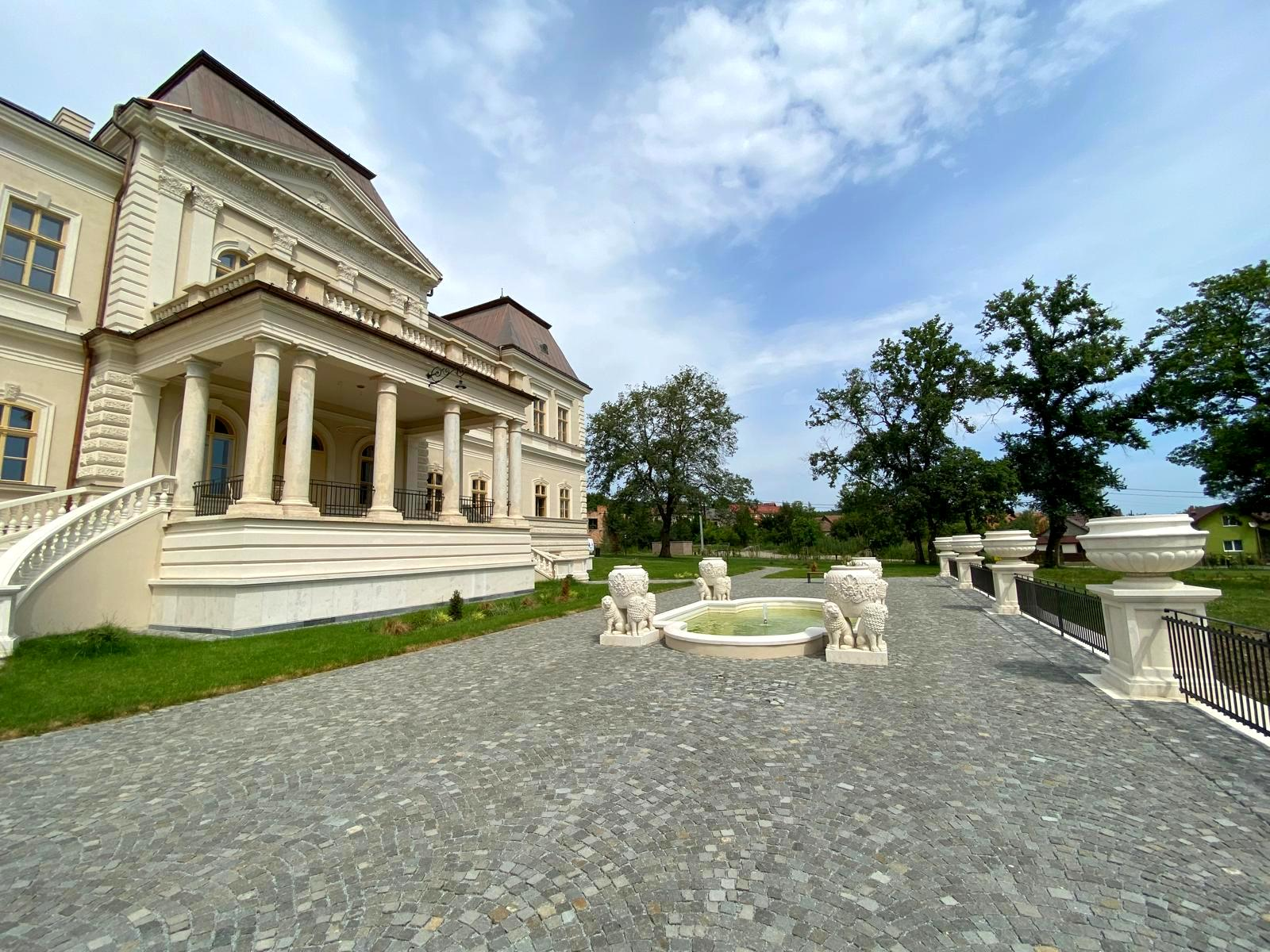